# 妖逆門
『妖逆門』（ばけぎゃもん）は、週刊少年サンデー2006年13号から2007年16号まで作画田村光久、原案協力藤田和日郎によって連載されていた漫画作品。2006年4月から1年間、テレビ東京系にてアニメ化された。また作品で登場する道具を基にしたカードゲームなども開発されている。
またメディアミックス作品であり、原作もアニメもほぼ同時期に連載・放映開始した。そのため設定は多くが共通するが、ストーリーは異なるものとなっている。
イズナ、一鬼、鎌鼬、くらぎなどの妖怪は、妖逆門のコンセプト・原案を手がけている藤田和日郎の漫画『うしおととら』に登場するものと共通している。

## あらすじ
冒険好きの少年、多聞三志郎は謎の男、フエに「逆日本」という日本にそっくりな場所に導かれる。そこで44年に一度行なわれる、妖怪・逆門が主催する壮大で奇妙なげえむ「妖逆門」に参加する。

## 登場人物

### ぷれい屋と個魔
漫画版との共通項あり。
多聞 三志郎（たもん さんしろう）
声 - 小林由美子
主人公。赤いキャップがトレードマークの冒険好きの元気な小学生。筋の通らないことや弱いものいじめをする奴に対して怒りを表し、感情をすぐ口に出す熱血漢。恐れている人物は母親と唯。妖逆門が大好きで、純粋に楽しんでいる。間違えやすいが、「三四郎」ではなく「三志郎」である。
目標は「撃符に封印された妖たちを救うこと、日本中を旅すること」。後半では、きみどりが逆門の正体と知り迷っていたが、「きみどりに会って本当の話を聞く」という一応の夢を決めた（さらに「きみどりの笑顔をもう一度見ること」も追加された）。ギグなどから「妖逆門の存在を危うくする存在」と言われている（本人は知らない）。
エース撃符は火属性の「焔斬」だが、金属性の「一角」・水属性の「一鬼」・木属性の「鳥妖」・土属性の「灼岩」などもバランス良く使用している。自力で入手した上位召喚は「焔龍」。大抵のぷれい屋は自分にあった属性を見つけそれだけを極めているのに対し、三志郎はすべての属性（五行）を使う、珍しいぷれい屋らしく、相乗召喚の撃符も「凱龍」・「焔凰」・「樹装一鬼」・「瞬角」と自力で４枚も手に入れている。
華院重馬にレア撃符である「五位の光」と「土砂魚」を奪われていたが、アニメ30話ではいつの間にか戻ってきている。最終トーナメントの決勝戦で修と対撃したが、鬼仮面が乱入して修を倒したので、最終的な勝敗は不明（三志郎の勝利となる場合、三志郎が今回の妖逆門の勝者となる）。
48話にて仲間たちが帰ってきたため、決勝トーナメントで託された撃符はすべて元の使い手の元へ。光の撃盤から火の兄を召喚し、鬼仮面と対撃。「一緒に遊ぼう」と呼びかけ、和解した。4年後の夏休みにかつての仲間たちと再会し、撤去されてしまうきみどりの大木にあいさつをした後、フエと共に旅に出た。
漫画版では鬼仮面によって撃符にされてしまうが、外の世界で苦しんでいる仲間たち（清・ロンドン）や撃符妖怪たちを助けるため、きみどりの力を借りて「妖」になり、撃符から開放される。最終話にて妖化した体が耐えられず消えてしまいそうになったが、きみどりの力によって「元気な体でまた冒険したい」という真の願いを叶えてもらった。
不壊（ふえ）
声 - 郷田ほづみ
三志郎を「妖逆門」に誘った個魔（パートナー）。「フエ」と表記されることが多い。全身黒ずくめでグレーの長髪を持つ。三志郎の影から現れる。説教好きで解説好き。しかし面倒くさがりで自主的にはあまり動こうとはしない。体が空っぽで、自分の肉体を取り返すために逆門に従っている。漫画版とアニメ版では性格がかなり違い、漫画版での一人称は「わたし」で冷たい印象だが、アニメでは「オレ」で性格も飄々としている。アニメ序盤では三志郎を利用しようとしていたが、旅をしていく内に相棒意識が芽生えた模様。三志郎の良きパートナーとなっている。妖怪城にいる妖怪たちから裏切り者と呼ばれる（逆門に協力しているため）。三志郎のことを「兄ちゃん」としか呼ばない（12話ではぐれていた三志郎と再び出会えた時に「三志郎」と呼びそうになったが止めたことがある）。鎌鼬兄妹の雷信・かがりとは昔からの知り合い。ウタと過去に因縁がある。名前の意は「コワレズ」。43話では、ねいどが「ワンダーねいどランド」というゲームをしてまで企んでいることが分かったようだったが、それが何なのかは不明。48話にて、逆日本へと戻ってきた他の「個魔」たちと再会を果たした。49話で鬼仮面を倒すため、フエが壊れた光の撃盤のかわりに三四郎の撃盤と融合しなければならないと知ったことで泣いた三志郎をなぐさめた。そして融合する直前に「またな、三志郎」と言い残し、撃盤に消えていった（「三志郎」と呼んだのはこのときが初めて）。四年後、「全部終わったら一緒に旅に出よう」の約束通りに「姿は見えなくてもずっと一緒」に三志郎と旅に出た。漫画版ではねいどに逆日本を抜け出した罰を受けそうになった三志郎を庇って撃符にされるが、最終話に三志郎の願いを叶えたきみどりの力によって他の妖たちと共に撃符から開放され、三志郎に礼を言った。
三枝 敏雄（さえぐさ としお）
声 - 斎賀みつき
通称はロンドンで、自分から名乗っている。ギターをいつも持ち歩く、COOLが信条のロック好きの少年。父親はクラシック音楽の指揮者、母親は声楽家で、それに反抗してロック好きになった。
夢は「音痴を治すこと」。ギター演奏は上手いが、歌は超がつくほどの音痴で、げえむ内でのライブでは観客であるねいどたちが次々に消滅していったほど。三志郎は「魂はこもっているけどすごい音痴」と評していたが、それを治すために妖逆門に参加。
エース撃符は金属性の「三日月」で、金属性を中心に使用しているが。ただし、同じ金属性使いの日野亜紀と比べれば、他の属性もバランス良く使用している。妖召喚の時に撃符にキスをしてから召喚する。切り札である三日月のことをクレッセントと呼んでいる。
鬼仮面を除けば作中で判明している中では最初に上位召喚を使用した「選ばれしぷれい屋」で、三志郎以外では彼だけが相生召喚を手に入れている。所持している上位召喚は「寒月」、相生召喚は「月光」。
きみどりと会った時に何かを感じ取り、（後に、きみどりがロンドンのライブをちゃんと聞いていた初めての観客であることが判明した）。最終トーナメントで三志郎と対撃し、途中までロンドン優勢で進むも「夢」のため立ち上がった三志郎と魂と魂がぶつかり合う全力勝負となり、「寒月vs.焔龍」の上位召喚対決で三志郎に敗北。対撃後、三志郎に「君がいたから今の僕がいる。君が僕の最初の観客だった」というきみどりへの伝言と「Good Luck My ライバル」と言う三志郎への言葉を残し、元の世界へ。そして、「COOLに」ではなく「熱く」ギター演奏をし、観客を熱狂させた。その後ストリートミュージシャンとして本格的に活動を始めたらしくライブを行っていた。48話では、「表の日本」の怪しい雲行きに何かを感じ、かつてのパートナーであったギグと共に再び逆日本へ。三志郎に託していた撃符、三日月（クレッセント）を再度使い三志郎を妖怪城へ行かせるため仲間と共に夜幢丸の分身である鵺の足止めをする。4年後、まだギター（アンプがついていない）を弾いてはいるが、音痴は治っていない。
漫画版では、「ロンドン」という通称はイギリスの国旗が描かれたバンダナをしているという理由で三志郎がつけた。（アニメ版は普通の赤いバンダナ。）漫画版では、目の見えない少年に歌を聞かせるために音痴を治そうとしている。漫画版での一人称は「俺」で、本名も「敏夫」とアニメ版と異なる。
ギグ
声 - 黒田崇矢
ロンドンを妖逆門に誘った個魔。ロンドンの歌に魂を感じたらしい。紳士的。40話ではロンドンの別れの際に「私は君の個魔であると同時に、君のファンだった」と告げてシルクハットを外し、一礼して消えていった。48話にて再びロンドンの前へと現れ、共に逆日本へと舞い戻る。この時、フエら他の個魔達とも再会を果たした。
日野 亜紀（ひの あき）
声 - ゆかな
妖逆門のぷれい屋の一人で、勝ち気で男勝りな性格。対撃の腕は高い。母親はニュースキャスター、父親は単身赴任中でどちらも多忙。犬が大の苦手。
夢は「大金持ちになること」だが、その本意は「自分のために働いている両親を仕事から解放し共に過ごすこと」。
エース撃符は金属性の「麒麟」で、「不見鳥」等の金属性を中心に使用している。妖召喚の時の決めポーズで腰を一回振る癖がある。使用する上位召喚は「刃金」。
ナゾナゾに三志郎と清が正解したのだが、持っていたやかんが撃符に変わったのをいいことに自分のものにしてしまうなどちゃっかりした面もある。メキラから上位召喚の玉を貰い、「刃金」を手に入れた。最終トーナメントで三志郎と対撃し、回復系撃符1枚という差で三志郎が勝利した。その後三志郎に「刃金」ときみどりへの伝言（「傘ありがとう」）を託し、妖逆門から脱落。幼い頃、雨の中の公園でひとりぼっちでいた時、亜紀に傘をかざし、優しく笑いかけてくれたきみどりに会い、その際に今の夢を決めた。妖逆門離脱後は、両親が亜紀の気持ちを理解し、「亜紀と一緒にいる時間を増やす」ことを約束している。48話ではかつてのパートナーである「個魔」のハルに誘われ、再び逆日本へ。逆日本へ着くと同時に、三志郎に託していた撃符を再び使うこととなる。げぇむから4年後に子供ブランドのモデルになる。
ハル
声 - 増田ゆき
亜紀を「妖逆門」に誘った個魔。金髪ツインテール。ピンクのミニスカをはいている。フエ以外の個魔は彼女が初登場だった。フエとは知り合いらしい。いつもおっとりしていてとっさの時に反応ができない。初登場時にフエと2人で話し込んでいて亜紀（と三志郎）を助けそこねたことがある。優しい性格で、亜紀の努力を認め、励ましている。亜紀のことを「亜紀ちゃん」と呼ぶ。亜紀との別れの際には「泣いちゃだめ。ほら、笑って」と亜紀に優しさを見せ、歌い踊りながら消えていった（歌ったのは3期エンディングテーマ「ソラミミ妖逆門」）。48話にて、再び亜紀の前に姿を現し、逆日本へと舞い戻る。この時、他の個魔たちとも再会を果たしている。
隠岐 清（おき さやか）
声 - 大坂有未佳
遠野の「妖神社」の巫女で、真面目で何事も一生懸命な努力家。優しく、礼儀正しい。普段は標準語だが、せっぱつまると九州弁が出てしまう。修のことを気にしており、後半では陰の属性の力に魅せられてしまっていた修に心を痛めていた。
夢は「一緒に暮らし、撃符に変えられてしまった妖を助けること」。
エース撃符は水属性の「トドロキサマ」で、「水虎」等の水属性を中心に使用している。使用する上位召喚は「オヤウカムイ」、「船魂」。
最終トーナメントで三志郎と対撃し、勘違いにより一時敵対するも、誤解が解け気持ち新たに対撃再開。「上位召喚である船魂からオヤウカムイに上位召喚する戦法」で勝利を狙ったが、三志郎の焔龍に破れ、敗北。対撃の最中に、かつてトドロキサマと仲良くなるためにきみどりにお手玉を教えてもらったことを思い出した。対撃後三志郎にオヤムカウイを渡し、妖達・きみどり・修のことを三志郎に任せ、妖逆門から脱落していった。48話にて、かつてのパートナーであった個魔のナミと再会し、再び逆日本の地へと舞い戻る。と同時に、三志郎に託していた撃符を再度入手し、鵺と戦う。鬼仮面和解後は、目標通り無事に妖たちは解放された。4年後、巫女になるための修行は続けているらしい。また、修とはかなり仲良くなっている。
漫画版での参加理由は「家に昔からいた妖怪・オマモリ様（座敷童）を探すため」。巫女服は逆横浜中華街に於いてのげえむから、自身の「勝負服」として着用するまでは普通の服であった。
ナミ
声 - 越智綾香
清を妖逆門に誘った個魔。清の状況によって的確なアドバイスをする。言い方は厳しく、冷たい感じがするが、優しい一面も持っている。格好は西洋風。髪は青く、身長は他の個魔と比べるとものすごい小さい。アニメ36話では、負けてしまった清を一杯の優しさで包み込み、「ちゃんとしんしゃい、清」と九州弁でなぐさめ、撃盤の消滅と共に消えてしまった。なお漫画版での清の個魔の名は不明で、格好も大きく違う。48話にて、再び清の前へと現れ、共に逆日本へと舞い戻ることとなった。それと同時に、フエら他の個魔たちとも再会を果たしている。
川口 幹春（かわぐち みきはる）
声 - 加藤奈々絵
通称ミック。英単語を交えた妙な日本語を使う帰国子女の中学生。女好きでずる賢く、目的のためなら卑怯な手も厭わないが大抵は失敗し、純粋な部分もありどことなく憎めない性格。
エース撃符は木属性の「衾」で、「花朧」・「古木の変化」等の木属性を中心に使用している。使用する上位召喚は「刃羽」、「花孔雀」。因みに上位召喚である「刃羽」（恐らく華院兄弟が使用していた撃符）は、ミックが偶然拾った物である。失敗してもめげない性格を所持している妖達からは愛されており、特に「花朧」からの信頼は厚い。
アニメ第5話で三志郎を利用した挙句裏切り、鳥妖を捕まえたものの結局対撃で三志郎に負けて鳥妖を奪われた。アニメ30話では鬼の仮面を被り森の王になり（一時、鬼仮面と間違えられる）、暴挙を犯していたが、刃羽の想いと三志郎の制裁によって元に戻った。その後は反省し、「立派なぷれい屋になる」と志し新たにしている。
「最終トーナメント」で三志郎と対撃し、「モテるのは真剣な男」と真剣に戦う。この際花朧の上位召喚「花孔雀」を手に入れるが、結局負けてしまった。その後三志郎に全ての撃符を渡し、かつて優しく笑いかけてくれたきみどりのことを任せる。三志郎はどちらも受け取るが、花朧だけはミックに返した。現実世界に戻ったミックの手の中には、花朧が一輪の花になって握られていた。ミックの夢である「モテモテになること」は本命である「愛ちゃん」とつき合うため（愛ちゃんが、つき合うための条件としてミックに出した）であることが発覚。その後「表の日本」の怪しい雲行きに、何かを感じ、かつてのパートナーである「デコ」と再会し、再び逆日本へと舞い戻る。と同時に、三志郎に託していた撃符を再度入手している。4年後、ダサカワ系アイドルとして、芸能界デビュー。女の子にもモテていた。
漫画版では、卑怯な性格から多数のぷれい屋から恨みを買っており、常に変装していた。逆東京げえむの第二回戦で自分が仕掛けた罠にはまってしまった挙句、三志郎が出した一鬼に変装を見抜かれ、一鬼が自分を恨んでいることから命の危険を感じ、怖がってリタイアする。
デコ
声 - 川原慶久
ミックを妖逆門に誘った個魔。緑髪で鼻が赤い。悪徳商人のような物言いをする。ミックを「ダンナ」と呼んでいる。ミックとは友達のような関係で、ミックとつるんでずるいことをしている。37話ではミックに罠を仕掛けることを勧めるが、ミックがマジで対撃しているところを見て感動していた。しかしその対撃の途中で落ち込んでいるミックを「ミックさんはミックさんらしいのが一番」と励ました。そして、ミックと別れる時には泣いてしまっていた。48話にて、再びミックの元へと現れ、共に逆日本へと舞い戻る。この時、フエら他の個魔達とも再会を果たしている。
里村 修（さとむら しゅう）
声 - 保村真
頭が良く自信家で高慢な物言いをする。口癖は「古人いわく〜」。父は病院の院長で完璧主義者で、その影響で完璧であることにこだわる。人付き合いが苦手で、特にロンドンとはソリが合わない。
夢は「泳げる様になること」で、過去のトラウマもあり水泳が苦手であり、完璧を目指す為に妖逆門の優勝を目指している。
エース撃符は土属性の「山坊主」の筈だが、どちらかといえばレアリティの劣る「業連武（ゴーレム）」を中心とする土属性を主に使用している。使用する土属性の上位召喚は「風童子」だが、こちらは逆日本に復帰した後にしか使用を確認されてない。
ねいどが出した「すぐ熱くなってプンプン怒るのに、人をなごませる物はなぁに?」というクイズの答えに、落ち込んでいた自分を厳しく叱り、優しくさとしてくれた清を思い浮かべて赤くなっていたことがある（修が最終的に導き出した答えは「富士山」だったが、本当の答えは「やかん」だった）。くらぎに対して興味を示したことをきっかけに、陰の力に魅入られていった。人に助けられるのが大嫌いで、助けられても素直になれない。三志郎や清の「妖は友達」という考えを、真向から否定している。「誰かに助けられているようでは強くなれない」と考え、「誰の助けも借りないで強くなる」と誓っている。元々明るく活発な子供（優等生ではあった）だったが、川を無理に渡ろうとして流され、岩にぶつかりかけるのを愛犬・ゼロが庇い死んでしまう。以来「命を張って守ってくれたゼロのためにもこれまで以上に立派で完璧な人間を目指さなくては」と一種の強迫観念を抱いていた。さらに事故のトラウマから水恐怖症になり、それを悩んでいた時にムガが現れ妖逆門に参加することになった。一度陰の力を手に入れるが操ることができず、「陰の力を手に入れたい」と鬼仮面たちと一緒に去っていく。その後最終トーナメントに出場、決勝戦で三志郎と対撃を行った。修は「一番になるためなら何を犠牲にしてもかまわない」と、攻撃したが、三志郎が全力で戦い倒れるの見て、「今の三志郎を倒しても自分が目指す勝利は得られない」と三志郎に回復するよう仕向けた。しかし鬼仮面が乱入し、ムガがその攻撃を受け止めた。それを見た修は鬼仮面に対して「自分が目指す本当の戦いとは自分自身への終わりなき挑戦、そして自分を乗り越えること」だと自分の力で仮面を壊すも、結局川に落ちてしまい、そのままムガと笑顔でお礼を言って元の世界に戻っていった。その後、プールに行って泳ぐ練習をし、水への恐怖に打ち勝ち泳げるようになった。その後かなり長い距離を泳げるようになったらしく、コースの端まで泳ぎきっていたが、プールから見える「表の日本」の怪しい雲行きに、何かを感じた。48話にて、再び現れたムガと会話し、「再び多くのぷれい屋たちの力が必要な事態が起こっている」ことを悟る。すぐさま逆日本へと舞い戻り、かつて自分が使っていた「土属性の妖」を託していた三志郎から入手する（妖自らが元の持ち主が逆日本に再び舞い戻ったのを察知して、還っていった可能性も）。鬼仮面和解後は皆と仲良く遊んでいる。4年間の間に苦手な水泳を克服。全国大会2位にまでなる。
漫画版では父ではなく、祖父に完璧であるよう躾けられている。
ムガ
声 - 上別府仁資
修を妖逆門に誘った個魔。格好も言葉も中国もしくは奈良時代の武人風。必要なことはある程度話すが、後は「修殿がそれを望むなら私はついていくだけ」などと、自己主張はあまりせず、修を止めることもない。しかし、41話では鬼仮面に倒されそうになった修を守り、最後に「今の修殿が一番でございます」といって、笑顔で消えていった。修は「役に立たない」と言っていたが、41話の別れのシーンでは笑顔でお礼を言っていた。消える間際に修の飼い犬「ゼロ」の生まれ変わりか何かであるような描写がされた。48話にて、再び修の前へと現れ、共に逆日本へと舞い戻る。この時、フエら他の個魔たちとも再会を果たしている。
イサミ
声 - 笹田貴之
ロンドンがかつて組んでいたバンドの仲間。逆神戸でぷれい屋として再会するが、音痴なロンドンをバカにするような態度をする。夢は、メジャーになることで、ロックも対撃にも魂がこもっていない。逆神戸でロンドンと寒月に敗北する。獄門世界か最終トーナメントでリタイヤする。

### 華院一族
- 撃符妖怪を危険なものとして排除しようとしている一族。アニメ28話では華院家らしき人物が妖を封印しようとしていた。五位の光や土砂魚が三志郎の下に戻っていたり、刃羽がミックの手に渡っており、重馬が盗った撃符は持ち主の下に戻り、他の撃符も開放された。
- ただ「華院一族」に関しては謎が多く、「撃符狩り」を生業としているならば、ずっと「げぇむ」に参加していなくてはならず、一体何年前からこの「げぇむ」に参加しているのかは不明。また「個魔」も確認できず、記憶も失っていないことから、この「げぇむ」の中でも「イレギュラー」な存在と言える。
- なお48話にて、華院家全員の現在の様子が一瞬映し出され、要と甍が無事であったことが確認できる。また、物語後半でも無関係ではないことが証明された。
- 50話において、華院家のある所が「表の日本」であり、かつ他の「元ぷれい屋」であった子供たちと力を合わせ、夜幢丸による表の日本への「侵食」を阻止していた。なお、この時点においても詳細な設定は不明。

華院 重馬（かいん しげま）
声 - 岩田光央
華院家当主。強欲で撃符に対する執着は並ではない。三志郎の焔斬を欲しがっている。末っ子のミツキを溺愛していた。三志郎とのラストバトルでは、コレクションしている膨大な枚数の撃符で苦しめ優位に立つが、上位召喚・「焔龍」が誕生し追い込められ、切り札として自ら召喚した陰の妖・「くらぎ」に取り込まれてしまう。三志郎・正人・仲間（ライバル）達の活躍により、無事に「くらぎ」から解放された後は反省して改心した模様。48話にて、雲行きの怪しさに何かを感じていた模様。
華院 要（かいん かなめ）
声 - 矢部雅史
三志郎を陥れ、焔斬を手に入れようとする。アニメ25話で底に落ちてから消息不明であったが、48話にて重馬と同じく、怪しい雲行きに何かを感じていた模様。
華院 甍（かいん いらか）
声 - 岡部涼音
同じく、焔斬を奪うため、三志郎と敵対する。要と同じく消息不明であったが、上に同じく48話にて再登場し、怪しい雲行きに何かを感じていた。口数が少ない。
華院 ミツキ
声 - 皆川純子
三志郎と仲が良くなった、華院家の末っ子。眼鏡をかけた年下の美少年。重馬を慕い、兄のために強くなろうと努力している。鬼仮面に負けた経験がある（オープニングにてその一部が垣間見える）。三志郎に影響を受け、妖に対する価値観が変わりつつあるが、重馬の怒りを買ってしまう。様子が変わってしまった兄を救うために三志郎に上位召喚の珠を託す。重馬が解放されたあと和解した。48話にて再登場し、怪しい雲行きに何かを感じていた。
黒衣の男（こくいのおとこ）
声 - 一馬芳和（A）、山田敦史（B）、保坂薫（C）
華院一族の式。法衣姿で錫杖を持つ男の集団。黒逆柱から力を貰って、黒ずくめで一つ目の巨人になる。
黒逆柱（くろさかばしら）
華院一族の式。四方に結界を作る能力を持つ。自らを倒そうとする敵には、紙吹雪を放つ。

### 妖逆門に関する者
大木
長い時の中で意思や人間を超えた力を持つようになった木。きみどりやねいどを作り出した。きみどりやねいどにはそれぞれに大木の良心・悪心がこめられている（そのため、ねいどときみどりは「二人で一人」という関係が成り立っており、ねいどがきみどりの中に入ることも出来る）。妖逆門優勝者の願いを叶えるたびに葉を黒く染め、そこから滴り落ちた雫に触れた正人の欲望を増幅させた。妖逆門終了後は表の世界の葉が枯れかかっていた（力を使い果たしたか、妖逆門内では時が止まっていた可能性がある）。4年後に危険と判断され撤去されたが。残された根元からは、新たな歴史と新たな「げぇむ」の始まりを告げる、一つの「芽」が育っていた。
きみどり
声 - 福原香織
赤い傘に黄緑のカッパを着た紫色の髪の少女。三志郎以外には見えない筈の不壊のことが見える。三志郎を陰ながら助けることも。「きみどり」と言う名前はアニメ第12話で三志郎が黄緑色のカッパを着ていたことから付けた名前で本名不明。だが、鬼仮面とねいども使っていた。逆日本で雨が降るといつも現れる。人間と妖怪を結ぶ役割を持つ、大木の化身。人と妖怪の戦いを経て作られた二種族間の溝に心を痛めている。子供たちと遊びたいという願いから妖逆門を考案した「逆門」の一人。しかし正人（正確には、「蓄積された子供たちの欲望」）によって、今まで平穏だったげぇむを変えられてしまった。過去に一部ぷれい屋に会いに行っている。妖だからという理由で人間に受け入れてもらえなかったために、妖を少なからず怨んでいる。その後ねいどに嵌められ「妖逆門をやめたい」という「今の本当の願い」を言わされてしまう（ただし、その願いが叶うときみどりやねいどに何かしらの問題が起こる）。42話では、三志郎を応援するが、三志郎を自分を敵だとして怨む妖たちの味方であること、きみどりを妖だとして仲間に入れてくれなかった人間であることが理由で完全に心を閉ざしてしまった。だが、ねいどに「皆と一緒に遊びたい」と願い、今までの人の欲望の詰まった雫を越え、鬼仮面を止めようとする。鬼仮面和解後は妖たちを解放し、謝って許してもらえた。その後三志郎にうながされ、開放された妖やロンドンなどのぷれい屋たちに「あーそぼっ!」と言った（アニメ版では妖たちはいない）。昔のように断られるかと不安がるきみどりに、みんなが「いいよ!」と笑顔で答えてくれたのでやっと願いが叶ったと嬉しそうに遊んでいた。その後は漫画とアニメで展開が違い、アニメ版では、4年後、大木は三志郎たちが見守る中で撤去されてしまうが、その根元のあった地面には、新たな歴史と新たな「げぇむ」の始まりを告げる、一つの「芽」が芽生えていた（この時、全員の「妖逆門」に関する記憶は失われていなかった）。漫画版では妖化した体に耐えられない三志郎を助けるために力を使いきって消滅してしまい、大木も枯れてしまうが、枯れ木となった大木の根元に新しい芽が芽吹き、最後のシーンで4年後に新たな冒険へ旅立つ前に大木の元を訪れた三志郎の後ろに立ち、元気良く「あーそぼ!」と呼びかけ、物語はそこで終了している。
大木の意思である「きみどり」と「ねいど」を陰と陽に分けるならば、「大木の『陽』」といったところ。
ねいど
声 - 茶風林
げえむの審判兼進行役を務める妖。逆門の使徒。くねくねしながら無茶難題をふっかけるが、なぜか憎めないキャラクター。太陽と月、二つの顔を持ち、妖を撃符に変える力を持つ。お姉言葉を使う。性別不明。コスプレ・小ネタが多い。黒ねいどに変身した。きみどりが「夏」と「ひまわり」から考えて作り出した。長らく「黒ねいど」のままであったが、三志郎の妖逆門を楽しむ姿を見て、黒ねいどからねいどに戻った。この時の気分は本人いわく「久々にカラフルな気分」。その後は妖逆門を壊そうとする鬼仮面から離反し、三志郎たちの味方についた。そしてひまわりの花びらと共に、5人の記憶と個魔を戻した。
「きみどり」と「ねいど」を陰と陽に分けるならば、「大木の『陰』」といったところ。
漫画版では黒ねいどにならない。また、きみどりとの接点も薄く、常にげえむの進行役の立場に立っており、げぇむに逆らう妖の粛清も灼銅の鬼仮面ではなく彼（彼女?）が行っていた。
漫画版では妖逆門から離反せず、三志郎を匿った妖怪城を襲撃する。しかし、「三志郎自身がルールに反すること」を行っていなかったため三志郎を粛清はせず、その後もげえむに復帰させた。最後はげえむを終了させそうになった清の抹殺を妨害しようとする三志郎らを止めようとするも、焔斬の分身に威圧され彼らを取り逃がす。
黒ねいど
ぷれい屋がくらぎによって集められ、ねいどの前から居なくなった事によるストレス（?）で全身が黒く染まったねいど。「古きげぇむはもう終わり、新しきげぇむを始める」と、手始めに獄門世界でぷれい屋の再選考を行う。34話では三志郎に攻撃され、花火になり灰となったが、灰が集まってまた登場した（再生能力?）。37話ではサンタクロースのコスプレをして「メリー妖逆門!」といって登場した。この際には対撃ステージも冬風の「樹氷の森」になっていた。40話では対撃ステージのコンサート会場（厳密に言うと、対撃ステージには飛んでおらず、龍の道の交わったところ（ここがコンサート会場だった）で対撃をしている）で増殖して、ロンドンライブの観客になっていたが、ロンドンの音痴な歌声により分身は消え去り、本体もどこかに行っており、対撃が始まってからも最初と最後のみ現れて（この時には「対撃の開始宣言」と「対撃の勝者宣言&終了宣言」を行った）その後はまたどこかへ行ってしまっていた。41話では対撃ステージの三途の川（対撃ステージに飛んだのかどうかは不明）で船に乗って実況&解説をしていた。最終トーナメントでは、顔の表面（表ねいど）で実況を、顔の裏面（裏ねいど）で解説をしている（40話のみ実況&解説はしていない）。42話では三志郎たちを吸い込み、「ワンダーねいどランド」というげぇむを開いた。ねいどが言うには「今まできみどりのためにげぇむをしてきたのだから、最初で最後、最高の自分のためのげぇむをする」らしい。三志郎に代わって妖逆門に参加しようと、ワンダーねいどランドで三志郎のデータを集め、45話で三志郎とは正反対の性質を持つ「黒三志郎」を作り出して三志郎と対撃させたが引き分け。その対撃をも楽しんでいて、「妖逆門が大好きだから、終わらせたくない」という三志郎を見て、自分も楽しかったことに気づき、満足感を持ち、黒ねいどからねいどに戻った。コスプレ、小ネタが多く、黒ねいどになっても続いている。妖達の最後の砦であった「妖怪城」を倒した。
灼銅の鬼仮面（しゃくどうのおにかめん）
声 - 浪川大輔
妖逆門に反する行為を行ったぷれい屋や個魔、妖怪を処断する仮面の男。妖をげぇむの「道具」としか認識していない。冷徹だが自分の予期せぬ事態が起こると感情を高ぶらせる傾向がある。
須貝正人は彼の仮の姿であるが、また、本当の姿とも言える。自ら「妖逆門のすべてを操る究極のぷれい屋」「妖逆門の支配者」と言っている。「ストーリーのクライマックスをもりあげる究極のげぇむを用意する」と言っている。また、きみどりと妖逆門については「きみどりを理解しているのは自分だけ、きみどりを絶対に裏切らないし、ずっと一緒にいる」「妖逆門を守り続ける」と言っている。35話では、ぷれい屋たちが最終トーナメントに挑んでいく中、一人だけ高みの見物をしている。41話では最終トーナメント決勝戦中に乱入して修を攻撃し、脱落させた。46話にて、個魔であるウタを取り込み、最凶の「闇」そのものである陰属性妖・「夜幢丸（やどうまる）」を「くらぎ」から上位召喚した（この時にはその衣装も大幅に変更されている）。きみどりのために妖逆門を続けていた。三志郎の「一緒に遊ぼう」という呼びかけと、現れたウタの説得で「一緒に遊べる友達が欲しかった」と本当の願いに気づき、和解した。漫画版では「妖を撃符に封じた者」とされている。
当初エンディングのクレジットでは声優名が「?」と表記されていた。
須貝 正人（すがい まさと）
声 - 浪川大輔
束ねた水色の長髪が特徴的な少年。いつでも落ち着いていて、洞察力があり実力も高い。｢妖逆門｣のことについて詳しく、三志郎に「妖逆門」の勝ち方を教えた。第2話のアバンに登場した少年も彼らしい。上位召喚の珠をきみどりから貰っている。
正体は灼銅の鬼仮面。かつて病弱で外で遊ぶことができなかった。前回妖逆門の優勝者だが、きみどりに願いを叶えてもらうために接触した際、大木の黒い雫に触れ鬼仮面の一面を覗かせ、当時の妖逆門を現在の形に変えた。自ら勇者となり、姫（きみどり）を守るために魔王（三志郎）を倒すのを夢見ている（魔王（三志郎）については獄門世界でライバルたちを蹴り落としていき、最強のぷれい屋になってもらう予定だった。また、これから先さらに強くなってもらい、それから「魔王」に仕立てるつもりであった）。「灼銅の鬼仮面」となる以前は、三志郎と全く同じ「赤色の撃盤」（配色も完全に同じ）を所持していた。和解後は妖たちに「きみどりは悪くない、悪いのは自分だ」と言ったが、2人共許してもらえることができた。その後三志郎たち「友達」と楽しく遊んでいたが、表の世界に戻ったときにはいつのまにか消えていた。最終回にて正人に似た老人、またその面影のある少年が登場する。
漫画版では彼自身の意志はあまり表に出ておらず、黒い雫に半ば支配される形できみどりの「妖逆門を続けたい（＝一人ぼっちになりたくない）」という願望が反映されている。そのためげえむに優勝する可能性のある（妖逆門を終了させる可能性のある）ぷれい屋を抹殺し、げえむが永遠に続くように仕向けようとした。
ウタ
声 - 水野理紗
正人の個魔。一本気の通った性格で卑怯な事を嫌う。不壊とは過去に何らかの因縁があるらしい。46話にて、正人（灼銅の鬼仮面）に取り込まれ、「夜幢丸（やどうまる）」を召喚する強大な力を与えた。三志郎の呼びかけに動揺する鬼仮面の仮面を外し、正人に戻した。
幻風堂の主人（げんぷうどうのしゅじん）
声 - 宮澤正
逆日本の地図の上から、ぷれい屋を見守る。アニメ版では、きみどりの心のよりどころであったが、きみどりの想像上の「人形」にすぎなかった。

### 漫画版のぷれい屋
アニメ版との共通項無し。
蕪木 雪ノ心（かぶらぎ ゆきのしん）
ぷれい屋のなかでトップクラスの能力を持つとされている。「鏡目」や「白皇」を召喚する。
文月 詩織（ふみづき しおり）
蕪木雪ノ心をライバル視する頭脳派のぷれい屋。逆東京タワーの準々決勝では雪ノ心と対撃をするが、敗北してしまう。「木獣」などを召喚する。
陰南 雷也（いんなみ らいや）
暮入 トオル（くれいり トオル）
涙島 リオ（るいじま リオ）
逆東京でロンドンと対撃した女の子。化けキノコなどを召喚する。
永森 小千代（ながもり こちよ）

### ぷれい屋の家族・知人
アニメ版
三志郎の父親・母親
声 - 鶴岡聡・水谷優子
民宿を経営している。父親は漫画版とは違って、対照的で大人しい性格。母親は怒ると怖いらしく、それは親譲りで三志郎に受け継がれている。
阿波 唯（あなみ ゆい）
声 - 神崎ちろ
三志郎の同級生。変わり身として現在、自宅にいる偽者人形の三志郎を不審に思っている。27話では、「唯」と言う名の田舎娘としてアニメ再登場を果たしている。
亜紀の母
声 - 中川里江
ニュースキャスター。
漫画版
鳴瀬直也（なるせ なおや）
東京の病院にて、眼に障害を持ち、入院中の男の子。ロンドンが病院の敷地内を歩いているとき、ぶつかってきたのが彼。手術に対する恐怖心から、なかなか手術を受けられないでいる。ロンドンが病室にて「ライブ」を開き、演奏と歌声を聞かせてくれたが、眼が見えない分、聴覚がやや鋭敏になっており、すぐに「ロンドン本人の歌声ではない」と「聞き破って」いる。この時直也は「ロンドンのノドの調子が万全ではなかったから、他人の声だった」と思っており、また「無理を言ってしまった」とも思っている。

## 用語解説
妖逆門
妖・逆門が、人間の子供達を集めて行うげぇむ。開催間隔については、漫画版では44年に一度、アニメ版では何十年に一度となっている。優勝者は願いを何でも一つだけ叶えてもらうことが出来る。どんな子でも参加出来るように、現実世界で重い病気にかかっていても、妖逆門に参加している間は元気でいられるようになっている。元は妖を使ったりせずに子供同士が遊ぶものだったが、後に友好的な妖達も参加するようになっており、徐々に「強制的」な部分を除けば現在のルールとそれほど変わりはないものになっていったらしい。
妖逆門ができたわけ
遙か昔の日本。長い間存在した大木に意識が宿り、力を持つ妖となった。100年程経った頃、大木は「子供たちと一緒に遊びたい、笑い合いたい」と思い人間形の分身（きみどり）を作り出した。しかし、子供たちはきみどりを受け入れず、遊びに来なくなる。きみどりは様々な所へ行き、色々な遊びや子供たちを見てきたが、一緒に遊ぶことは一度もなかった（しかし、実際にはごく少数だがきみどりと遊んだ子もいる（三郎、三志郎、清など））。ある時、大木は子供たちが楽しめる遊びを自ら作ることを考えた。そして一枚の葉に力を注ぎ込み、「ひまわり」から連想した「ねいど」を生み出した。大木とねいどは協力して「妖逆門」を作った。楽しそうな子供たちを見ていると、自分も遊んだような気分になれた。そして、妖逆門で優勝した子供に一つだけ願いを叶えてあげた（折り紙に力を注ぎ込み、それを優勝者に渡すことで願いを叶えた）。妖逆門は幾度も開かれ、強い願いを叶えていくうちに大木の葉は欲望で真っ黒に染まってしまった。そしてある時、優勝者である正人と大木が出会った。正人は現実世界では不治の病にかかり寝たきりだったが、妖逆門に参加し、元気にげぇむを楽しんでいた。正人は「病気を治す」という夢を叶えてもらおうとしたが、大木の黒い葉の子供たちの欲望が詰まった雫が落ち、黒く染まってしまった。正人は「妖逆門にいれば病気を治してもらうことはないし、ずっと楽しめる」と考え、「げぇむをずっと続けたい」と願った。そして、「妖逆門をもっともっと楽しくする。今まで以上に子供を集めて、派手なげぇむを作る」・「自分はぷれい屋、そして、妖逆門の管理者として参加し、げぇむの邪魔をするもの・ルール違反をしたものをこらしめる」（鬼仮面の誕生）という考えをきみどりに強要した。きみどりは了承し、そして現在の「妖逆門」に至る。
逆日本
妖逆門の開催地で、ゲーム盤。現実の日本とほとんど差は無いが、ぷれい屋以外に人はいない。きみどりの「遊びを作りたい」という願いを聞いた「地龍（ちりゅう）」が作った。
ぷれい屋
妖逆門の参加者のこと。
げぇむ
妖逆門、並びに妖逆門内で行われる競技の総称。アニメや妖逆門公式サイトでは「げぇむ」、漫画版では「げえむ」と表記される。
個魔（こま）
ぷれい屋をサポートする存在。フエ、ハル、ギグ、ナミ、デコ、ムガ、ウタがこれに当たる。アニメでは「1ぷれい屋につき1個魔」というルールが定められているが、漫画版では不明。担当のぷれい屋にしかその姿は見えない。アニメ35話では各個魔がそれぞれのぷれい屋についていき、ぷれい屋の夢は個魔の夢、思いは一緒ということを確認しあった。漫画版では「案内人」とだけの表記になっており、「個魔」は存在しない。
撃符（げきふ）
妖が封印されていて、撃盤に噛ませる（読み込ませる）ことで、妖や妖の能力（妖術）を開放することが出来る札。「妖符」と「術符」がある。
使う場合、「妖符」は「妖召喚!」、「術符」は「術符解放!」と叫ぶ（アニメ版）。
妖符（あやかしふ）
撃盤に読み込ませることで、妖を召喚できる札。
術符（じゅつふ）
撃盤に読み込ませることで妖術を発動できる札。なお漫画版では、そもそも「妖符」や「術符」といった区別が無い（すべて「妖符」のみ）。
撃盤（げきばん）
撃符（妖符・術符）を読み込む道具で、妖逆門の参加証。なお漫画版でも「撃盤」は存在するが、省かれることが多く、3〜4カット登場したのみで、後はほとんど登場していない（「単に撃符を投げ飛ばすことで召喚している」ように見える）。
妖（あやかし）
妖怪の事。アニメ版では妖怪城でねいどによって撃符に変えられていた。アニメ版では「陽」属性の妖のみ、極端にその登場が少なく、「白澤」や「座敷わらし（ワラシサマ）」、「羊姑」、「火の兄」以外は登場していない。
黒い妖
ねいどに創り出された「黒・三志郎」が召喚した妖の総称。「一角」・「膝蛮」・「鳥妖」・「一鬼」・「焔斬」の陰（かげ）。
逆門（ぎゃもん）
きみどり・正人（鬼仮面）・ねいどのことで、妖逆門を主催している。妖を撃符に封印し、ぷれい屋に使わせている。アニメ版では、妖・逆門（あやかし・ぎゃもん）という表現もよく用いられる。
上位召喚（じょういしょうかん）
妖を進化させる事。上位召喚用の撃符を使うことで発動出来る。「焔龍」・「斬波」・「紅」・「船魂」・「オヤウカムイ」・「風童子」・「刃羽」・「寒月」・「刃金」・「火の兄」・「縛日羅」・「夜幢丸」の計12体がこれにあたる。
召喚元の妖が強ければ強いほど、上位召喚妖も強くなる。上位召喚妖をさらに上位召喚するという使い方もある。またアニメ版のみに言えることだが、特定の「上位召喚妖」や「相生召喚妖」は、「限られた一体の妖」からしか召喚できないようである（例：「焔斬」⇒「焔龍」、「鳥妖」⇒「焔凰」、「一鬼」⇒「樹装一鬼」、「一角」⇒「瞬角」、「焔斬」⇒「凱龍」など）。
黒い上位召喚（くろいじょういしょうかん）
ねいどワンダーランド・ねいど中学校にの一部のねいどと、「黒・三志郎」が使える上位召喚。元の上位召喚よりいくらかパワーアップしている。また、その色はすべて「黒」を基調としたものになっている。「黒刃羽」（緑ねいど）・「黒刃金」（黄色ねいど）・「黒寒月」（黄色ねいど）、「黒焔龍」（黒・三志郎）の計4体。
上位召喚の珠（じょういしょうかんのたま）
上位召喚用の撃符を作り出す珠。珠が2つ以上あること（例外として、珠は妖数体（清の例）や、闇（修の例）、妖の強い気持ち（ミックの例）で代用できる）、ぷれい屋の気持ちが最高に達することなど、いくつかの条件を満たすことで撃符になる。
相生（上位）召喚（そうじょう（じょうい）しょうかん）
妖が、自分の属性以外の属性の力を手に入れて、進化すること。自分の属性と他の属性の2つの属性をあわせ持つことで互いの弱点を補い、特徴を生かすことが出来る、という特性を持っている。相生召喚用の撃符によって発動出来るので、一種の上位召喚といえる。39話では、五行の力をコントロールできる「過去に負けていったぷれい屋達の『怨念』が具現化した」仮面達を倒したので、五行の力を超える力といえる。また、カードゲームにおいては「相生上位召喚（そうじょう・じょうい・しょうかん）」と表記される。水生木（樹装一鬼）、金生水（瞬角）、木生火（焔凰）、土生金（月光）、火生土（凱龍）の計5体。
獄門世界（ごくもんせかい）
逆日本とはまた違う、妖の各属性ごとの特有の世界。ねいどや華院家による攻撃により、撃符化はされなかったが、妖逆門から追い出されてしまった妖が住んでいる。黒ねいどによるぷれい屋の再選考に使われた。

## 書誌情報
- 田村光久 週刊少年サンデー〈少年サンデーコミックス〉、全5巻

1. 2006年6月16日発売、ISBN 4-09-120440-6
2. 2006年9月15日発売、ISBN 4-09-120627-1
3. 2006年12月16日発売、ISBN 4-09-120705-7
4. 2007年2月1日発売、ISBN 978-4-09-121018-0
5. 2007年5月18日発売、ISBN 978-4-09-121069-2

## 妖怪一覧（五十音順）
名前の後の<>は属性を表す。   例:<火>→火属性   ※現在編集中

### 撃符妖怪
青行燈<火>
妖。黒髪を長く垂らした妖怪。
青鷺火（あおさぎび）<火>
術符。相手の妖に炎をまとわりつかせる。ロンドンの手持ち。
青坊主（あおぼうず）<土>
妖。ワンダーねいどランドにて、「恐怖の大王」が「風童子」を上位召喚させる際の元となった妖。
赤えいの魚（あかえいのうお）<水>
術符。須貝正人・清の手持ち。自分・妖を回復させる。くらぎ（華院重馬）戦において、焔龍を回復させようとして開放した術符だが、くらぎ（華院重馬）に喰われてしまう。
赤舌（あかじた）<陰>
術符。アニメ・漫画版、双方ともに未登場。
明ッ鬼（あかつき）<火>
術符で、角のようなものを付けた炎の妖怪。周りを火あぶりにさせる能力を持つ。須貝正人の手持ち。カードゲームにおいては攻撃能力を持たず、「相手ぷれい屋の心（マジックポイント）を5減らす」という効果に留まっている。
垢嘗（あかなめ）<水>
術符。
あざら女（あざらおんな）<陰>
術符。
小豆洗（あずきあらい）<水>
術符。
あそぼ <木>
術符で、二つ頭の子供の妖怪。相手の妖をくすぐる。ミックの手持ち。昔、きみどりと一緒に子供達と遊んでいた。
穴ボコさん（あなぼこさん）<陰>
術符。
油赤子（あぶらあかご）<火>
術符。
網剪（あみきり）<金>
術符で、ザリガニの妖怪。亜紀の手持ち。
雨降小僧（あめふりこぞう）<水>
術符。
主殿（あるじどの）<木>
妖で、木彫りの人形が巨大化したような風貌をした妖怪。走るのは結構早い。ミックの手持ち。
石食い（いしくい）<土>
妖で、石で出来た鎧の妖怪。ロンドンの手持ち。相生召喚「月光（げっこう）」を召喚する際の元となった妖。
イズナ
声 - 水野愛日
子狐の妖怪。大きさは小型犬くらいで体は緑色。耳がウサギのように長い。撃符化から逃れた妖怪で、三志郎を信じて応援している。三志郎はイズナを初めて見た時、「イタチがしゃべった!」と驚いていた。2話では撃符にされた「大天狗」を、妖怪城がねいどの手によって陥落する前に持ち出し、無事三志郎のもとへ辿り着いた。三志郎と一緒に、ワンダーねいどらんどを巡る。良く三志郎の頭の上に乗っている。たまにフエの肩にも乗っていた。最終回のエンディングでは、三志郎の部屋にいた。『うしおととら』にも登場した。
磯女（いそおんな）<水>
術符。
一角（いっかく）<金>
声 - 飯島肇
妖で、バイクと飛魚を合わせた妖怪。三志郎の手持ちで、アニメでは｢一角、負かり登場!」と言って登場することがある。相生召喚「瞬角（しゅんかく）」の元となる妖。45話にて「黒・三志郎」が召喚した、ねいどオリジナルの「黒一角」も登場した。
以津真天（いつまで）<陰>
声 - 越智綾香
術符で、腹に女性の顔がある鳥の妖怪。鳴き声で相手の妖を戻させる。華院重馬の手持ち。
いでもち <陰>
術符で、透明な妖怪。ぷれい屋に直接攻撃する。また、普通の妖では攻撃をとめることは出来ない。里村修の手持ち。
犬神（いぬがみ）<土>
術符。ロンドンの手持ち。三志郎との「ラストステージ」で繰り出した術符。
亥之四耳（いのしじ）<土>
（漫画版のみ）妖。
威斧離頭（いふりーず）<火>
術符。頭に2つのツノを生やした、紅い「魔物」。もとは西洋の魔物で、名も「イフリート」およびそれと同一視される「イブリース」であった。
否哉（いやや）<金>
妖。
牛鬼（うしおに）<水>
妖。
姥ヶ火（うばがび）<火>
術符。炎柱を立てる。須貝正人（灼銅の鬼仮面）の手持ち。
うばりおん<土>
術符。相手妖の攻撃時間を3秒遅くする効果を持つ。
産甕（うぶがめ）<土>
妖。華院重馬の手持ち。
海座頭（うみざとう）<水>
杖を持った盲目の老人。華院ミツキの手持ち。
海猫（うみねこ）<水>
（漫画版のみ）妖。三志郎の手持ち。
うわん <土>
術符で、何かを叫んでいるような妖怪。声の砲撃を放つ。イサミ・ロンドンの手持ち。
雲外鏡（うんがいきょう）<金>
声 - 安元洋貴
術符で、鏡の妖怪。相手が出そうとした妖や術符を封じる。亜紀の手持ち。
襟立衣（えりたてころも）<木>
妖で、法衣の妖怪。須貝正人（灼銅の鬼仮面）の手持ち。
焔凰（えんおう）<火>
相生召喚妖。相生召喚・木生火（カードゲーム中では「相生上位召喚・木（木属性の妖がいる時、召喚できる）」と表記されている）。鳥妖が召喚元。「相生（火）の力」を得る事により、その外見は「成長した『鳥妖』」といったところ。三志郎が最初に入手した「相生召喚」用撃符である。
焔斬（えんざん）<火>
声 - 緒方賢一
妖。牛の体に鳥の頭を合わせたような姿で、背中に弧状の物体をつけている。漫画版ではその容姿と言葉遣いがやや異なり、性格も少し違う（かつて日本の西半分を創造した「大妖怪」の末裔である、と妖「白王（はくおう）」と「焔斬」自身が語っている）。また、三志郎自身のその使用頻度も目に見えて差がある。アニメ版では初期から意思疎通が出来ており、文字通り「必殺撃符」として使用しているのに対し、漫画版では三志郎の言うことを少しも聞く様子が無かったが（これは「三志郎が焔斬の事を知らなさ過ぎる」、というのも原因の一つであった）、「三志郎が焔斬の指示に従い、指示無しに勝手に動かない」という条件で一応は関係修復。
だが、その後すぐに行われた逆東京のげえむでは、「焔斬の弱点（尻尾を握られること）」を見抜いた雪ノ心が焔斬の弱点に近づくのを知ってか知らずか、触らせまいと雪ノ心を阻止し、あっさりと焔斬との約束を破ってしまう。その後事情を説明し、何とか和解した。現在はその力も衰えているようだが、一撃で逆東京の街並みを一変させてしまうほど。また撃符から開放されずとも、その分身を出すことが可能で（漫画版のみ）、三志郎と普通に会話が出来る（撃符から解放されずに分身をだすのは本来なら違反。焔斬はルールであるねいどを脅しつける形で例外として認めさせた）。なお、アニメ版ではほぼ全ての妖達が、ぷれい屋達と会話（あるいは、意思疎通）が出来る。
炎乃坊（えんのぼう）<火>
妖で、槍を持っている坊主の妖怪。炎を放つ。須貝正人（灼銅の鬼仮面）の手持ち。
猿木（えんぼく）
焔龍（えんりゅう）<火>
声 - 緒方賢一
上位召喚妖で、「火」に「皇」をつけて「煌」。龍とケンタウロスを合わせた風貌で、薙刀を持ち鎧を纏っている。三志郎の手持ち。アニメ版第25話で三志郎の上位召喚の珠と、ミツキが三志郎に託した上位召喚の珠が合体して出来た。召喚時の掛け声は「煌け、焔龍!」。45話で「黒・三志郎」の召喚した「黒焔龍」にトドメをさしたときは、いつも手にしている「薙刀（なぎなた）」ではなく、腰に挿した「刀」を用いて攻撃した（「灼銅の鬼仮面」であった頃の正人との最終決戦においても、再びこの刀を抜いてトドメをさしている）。漫画版では、三志郎を守るために焔斬が自ら上位召喚した。
炎輪（えんりん）<火>
中国風の格闘家の美青年で、両肩に火を纏った輪を付けている妖怪。須貝正人（灼銅の鬼仮面）の手持ち。灼銅の鬼仮面が「斬波」を上位召喚する際の元となった妖。
殴猛（おうもう）<金>
声 - 保坂薫
両腕が地面に付くほど長くて太い妖怪。相手の妖を殴る。華院ミツキの手持ち。金の獄門世界では複数の「殴猛」がおり、「めきら」の宿るオブジェを守るため（かどうかは謎だが）、「神殿」のような所の周囲で眠りについていた。また、術符として封印されている「殴猛」とは色が異なる。
大うつろ（おおうつろ）
大禿（おおかぶろ）
大首（おおくび）<土>
乱れた髪の老婆の首だけの妖怪。ロンドンの手持ち。
大天狗（おおてんぐ）
声 - 池田勝
妖怪城の長。三志郎に妖逆門の事を託し、撃符にされた。42話では、三志郎が所持していた妖達の憤怒を鎮めるため、イズナから渡された撃符を三志郎が開放し、久しぶりにその姿と声を現した。過去に人間の姿（声 - 河津玲奈）できみどりと一緒に遊んだことがあるが、その時にした「また遊ぼう」という約束を未だに果たせておらず、きみどり自身もこの時遊んだ人間の子が、実は「大天狗」であったことには気付いていなかった（50話において、再び子供の姿になり、きみどりに「やっと」真意を話せた）。ワンダーねいどランドでは大天狗の撃符が行方不明となっていたが、小さくなったねいどの口から出てきた。
大百足（おおむかで）<火>
大きなムカデの妖怪。前回の妖逆門・決勝戦にて、正人が「敗戦したぷれい屋」に対しその存在を語っていたことから、正人自身は少なくともその存在を知っており、所持していた可能性もある。
鬼車（おにぐるま）<火>
声 - 上別府仁資
輪を縦に顔が左右に付いている妖怪。逆東京のげえむで三志朗が手に入れた。
オヤウカムイ <水>
声 - 中田俊輔
一つ目の蛇の妖怪。「水」に「争」で「浄」。清所持の上位召喚。アニメ31話で清が作り出した。水の獄門世界において、「たゆら」の背後にいた「シュムナ」を撃破した。36話で清VS三志郎の対撃の後、清が三志郎に渡し、三志郎のものになった。逆日本に戻ってきた時に、再び手にしている。
絵招姐（かいしょうしゃ）<木>
ミックの手持ち。
カイチ <陽>
海灯（かいとう）
凱龍（がいりゅう）<土>
相生召喚・火生土（カードゲーム中では「相生上位召喚・火（火属性の妖がいる時、召喚できる）」と表記されている）。「焔龍」がさらに「相生召喚（土）の力」を得た姿。名前の意は「『打ち勝つ』、『勝利の』、『勝利する』（＝凱）龍」。アニメ版では土の撃符「山坊主」と火の撃符「焔龍」から作り出されて、「焔斬」から召喚されていた。召喚時の掛け声は「炎よ、大地を砕いて灼熱の溶岩と成れ! 相生召喚・凱龍!」。なお、「焔龍」とは細部の色が異なり、目立つ所ではその「鎧の色」が異なっている（「焔龍」時は「赤銅色」であるが、「凱龍」時は「赤色」になっている）。
攫猿（かくえん）<木>
声 - 保坂薫
一つ目の猿の妖怪。華院ミツキの手持ち。「ねいど中学校」にて緑ねいどが、「黒刃羽」を上位召喚する際の元となった妖でもある。
影廻り（かげまわり）<陰>
人型の妖怪。相手を闇で包み込む、華院重馬の手持ち。
かずら<陰>
「肉吸い」と同じく、相手ぷれい屋の体力を吸収する力を持つ。
刀鬼（かたなおに）<金>
髪が刀になっている妖怪。刀の髪を振り回して攻撃する。三志郎の手持ち。
河童（かっぱ）<水>
須貝正人（灼銅の鬼仮面）の手持ち。漫画版では、妖怪城で逆東京の決戦にて鬼仮面の斬波に火傷された三志郎の治療をした。しかしねいどに見つかってしまい、撃符にされてしまう。
月兵（がっぺい）<陰>
華院甍・要の手持ち。
華乃狐（かのこ）<金>
術符。相手ぷれい屋の詠唱中の撃符を無効化し、3秒間金縛りにする効果を持つ。黄色ねいどが使用した。
鎌鼬・雷信（かまいたち・らいしん）<金>
声 - 遊佐浩二
人間体は逞しい青年、妖怪体はかがりより一回り大きい緑色の鼬。相手ぷれい屋・妖の動きを封じる特殊能力がある。妖怪の里にやってきた人間である三志郎を警戒していたが、自分たちのために戦う三志郎たちを見て、三志郎と共に華院一族を撃退するが、華院一族の襲撃で撃符にされて、三志郎と戦う羽目になってしまったが、ミツキの力で三志郎の元へ行った。『うしおととら』にも登場した。
鎌鼬・かがり（かまいたち・かがり）<金>
声 - 千葉紗子
人間体は美人。妖怪体は紅色の鼬。ぷれい屋の体力を回復させる特殊能力がある。華院一族と間違えて三志郎を襲ったが、イズナの仲介によって収まった。自分たちのために戦う三志郎たちを見て、共に華院一族を撃退する。その後、華院一族の襲撃で撃符にされて、三四郎と戦う羽目になってしまったが、ミツキの力で三志郎の元へ行った。ご飯を作るのが上手で、三志郎が「また食べさせてくれよな!」と言っていた。『うしおととら』にも登場した。
鴉天狗（からすてんぐ）<木>
声 - 川野剛稔
須貝正人（灼銅の鬼仮面）の手持ち。なお、劇中未登場であるが、その中には「師団長」クラスの者もいる（プロモカードに収録）。見分けるポイントは、髪が赤くなっているのが「師団長」。そうでないのが通常の鴉天狗（ニンテンドーDS版『アヤカシ・ファイティング』にも隠れキャラクターとして登場している）。
寒月（かんげつ）<金>
猛禽類のような妖怪。ロンドン手持ちの上位召喚。「金」に「真」をつけて「鎮」。「三日月」から上位召喚する。ロンドンは寒月の事を「フリーズムーン」と呼ぶ。ねいどのみが使用可能な「黒寒月」も存在したようだが、三志郎が放った術符「雲外鏡」により、その全容を現すことなく消滅してしまった。
魏（ぎ）

きざ蟲（きざむし）<土>
人面がいくつも付いているカブトムシの妖怪。「毒巨怪」や「絡新婦」よりもさらに強力な毒で、相手ぷれい屋にダメージを与える。華院甍・要の手持ち。また「茶ねいど」も使用していた。
疑鳥（ぎちょう）<金>
鳥と飛行機を合わせたような妖怪。日野亜紀の手持ち。相手ぷれい屋の「飛行タイプの妖」を飛べなくさせる効果を持つ。金の獄門世界においてロンドンと対撃した際、ロンドンの「鉤殻虫」を飛べなくさせた。
狐火（きつねび）<火>
相手の妖に火の玉をぶつける。三志郎の手持ち。
狐飛輪（きつねびりん）
鏡魔（きょうま）<金>
日野亜紀の手持ち。「びりびり」よりも強力な金縛り効果を持つ。
鏡面（きょうめん）<金>
顔が鏡になっている男の妖怪。顔の鏡に相手の妖が映し出すと、その妖になれる。華院ミツキの手持ち。なお、この能力はアニメ版のみで、カードゲームにおいてはカットされている。
鏡目（きょうもく）<木>
蕪木雪ノ心の手持ち。「風童子」の弱点（風の吹き出し口）を見抜き、一撃で勝利をおさめた。アニメ版では、昔、きみどりと一緒に子供達と遊んでいた。カードゲームにおいては、「万走瞳」と同じような「自分妖の攻撃時間を1秒早くする」（「万走瞳」は「2秒」早くする）力を持つ。「鏡」と名の付く妖の中では、唯一の「木属性」である。
形霊気（ぎょうれいき）<木>
翁の人形風の妖怪。棘の付いた蔦を出して攻撃する。華院重馬の手持ち。
麒麟（きりん）<金>
声 - 佐々木大輔
日野亜紀の手持ち。京都付近で華院一族に追われて、怪我をして子犬の姿になり京都に逃げ込んだ。日野亜紀と清に守られ続け、亜紀の守る姿を見て、自ら亜紀の下へ行く。上位召喚「刃金」の召喚する際の元となった妖。
狗尾羅（くびら）<陰>
仮面をかぶった妖怪。華院ミツキの必殺撃符。焔斬とともにげぇむをクリアしたことがある。漫画版では、赤銅の鬼仮面が「くらぎ」を上位召喚するために召喚した妖。
蜘蛛蔵（くもぞう）<金>
声 - 保坂篤
四本の腕がある侍の妖怪。糸を出して相手の動きを封じる。華院要の手持ち。
くらぎ<陰>
長い体で蟷螂とその口に女性の顔がある妖怪。アニメ第25話で重馬が出した妖。人の心の闇をついて、人の心・体を乗っ取る。灼銅の鬼仮面いわく「陰の妖の女王」。41話の時点では里村修が持っていたが、修が捨ててしまった。漫画版では「上位召喚」扱いになっている。妖怪化した三志郎に、一撃で空の彼方へ吹き飛ばされた。『うしおととら』にも登場した。
ぐるぐる<木>
巻物をくわえた髑髏の頭上に文字を書いた帯状の物を竜巻風に巻いている妖怪。ミックの手持ち。
紅（くれない）
くらぎ（華院重馬）との対決の際、須貝正人が「猛炎君（もうえんくん）」から上位召喚した、「斬波（ざんば）」の別バージョンの妖。正人は「紅（くれない）」と呼んでいるが、それは「偽装している」ためで、実は「斬波」そのもの。トレーディングカードゲーム（以下、「TCG」）での「No.62（シークレット版）斬波（通常と違い、鎧の色が紅くなっている斬波）」に相当。なお、三志郎は「紅」が「斬波」であることを全く知らず、別物の妖だと思っていた。
「紅」はくらぎ（華院重馬）戦に一度出現したが、アニメ46話のウタの回想の中で正人が「猛炎君」から召喚していた。しかし、いかなる方法で「紅」という上位召喚用撃符を生み出したのかは不明。また最初から撃符に描かれている姿は「シークレット版・斬波」そのもので、正人が「灼銅の鬼仮面」時に召喚する通常の「斬波」とはポーズも違う。最初から正人はこの妖を「紅（くれない）」と呼んでいた。
黒い妖達
ねいどが作り出した一角・焔斬・焔龍・寒月・刃羽・鳥妖・羽金・一鬼の陰。オリジナルより上回っている模様。
毛羽毛現（けうけげん）
月光（げっこう）<金>
相生召喚・土生金（カードゲーム中では「相生上位召喚・土（土属性の妖がいる時、召喚できる）」と表記されている）。ロンドンが所持していた。ロンドン自身は「月光」を「シャイニングムーン」と呼んでいた。ロンドンが逆日本へ戻って来た時、再び手にした。
蹴部炉棲（ケルベロス）<陰>
声 - 保坂薫
修が「縛日羅」を上位召喚する元になった妖。
五位の光（ごいのひかり）<火>
一本足の鳥の妖怪。三志郎の手持ち。アニメでは華院重馬に奪われていたが、30話でいつの間にか三志郎の下に戻ってきている。
轟炎（ごうえん）<火>
声 - 上別府仁資
龍の姿をした妖怪。火の獄門世界で、焔斬の代わりに「火属性の妖」（当の本人達は「焔（ほむら）の妖」と言う）をまとめ上げている。ここを訪れた三志郎と焔斬のコンビと闘い、敗戦。轟炎自身、昔の「華院一族（と思われる）」に「一対一」の勝負を避けられ、封印されそうになったことが一種の「トラウマ」になっていたこともあり、人間に対する態度は「不信感」そのものだった。だが、三志郎の「一対一」を貫く戦いの姿勢に、轟炎もどこかしらの「懐かしさ」すら覚え、真の力を解放するも、最終的には「上位召喚・焔龍」の力に倒れる。三志郎たちが去っていく時には、和解が成立した（その証拠に、火の獄門世界の出口を出現させている）。
甲殻王（こうかくおう）
カブトムシの妖怪。
鉤殻虫（こうかくちゅう）<金>
尾は魚のひれ、口は蟹のハサミの妖怪。ロンドンの手持ち。
甲角坊（こうかくぼう）
業連武（ゴーレム）<土>
ロボットのような妖怪。修の手持ち。
哭鬼（こくき）<水>
泣いているような妖怪。ロンドンの手持ち。
虎人（こじん）
逆和尚（さかおしょう）<火>
前と後ろが逆になっていてミイラである顔も逆さになっている妖怪。口から青い炎を吐く。華院甍の手持ち。
逆柱（さかばしら）<木>
さがり<木>
馬の首だけの妖怪。相手の妖に押しかかる。ミックの手持ち。
座敷わらし（ざしきわらし）<陽>
声 - 神崎ちろ
女の子供の妖怪で、クラゲのような球体に包まれている。清の手持ち。妖神社に代々居たようで、いつも九州弁で話している。清には「ワラシサマ」と呼ばれている。
栄螺鬼（さざえおに）<水>
下半身はサザエの女性の妖怪。
覚（さとり）<陰>
相手ぷれい屋が召喚・解放しようとした撃符を無効にし、少しの間相手ぷれい屋に闇を与える。華院重馬の手持ち。
猿火（さるび）<火>
ロンドンの手持ち。
斬波（ざんば）<火>
頭が鳥のケンタウロスに兜と槍を装備させた妖怪。鬼仮面所持の上位召喚で、上位召喚時の文字は「火」＋「暴」で「爆」。灼銅の鬼仮面が、「炎輪」から上位召喚した妖。またこの妖の別バージョンの妖も存在する（「紅（くれない）」の項を参照）。
式神（しきがみ）<木>
声 - 佐々木大輔
蛭のような妖怪。ミックの手持ち。またかつては須貝正人も所持していた。
磁鉱蛮（じこうばん）<金>
声 - 山田敦史、岩崎匡浩
術符。「殴猛」と同じく、金の獄門世界において、神殿らしき建物の付近で眠りについていた。
舌垂（したたり）<水>
人の足と魚の尾がある妖怪。舌を鞭のように使って攻撃する。華院ミツキの手持ち。
膝蛮（しつばん）<火>
声 - 岡部涼音
ピエロのような仮面に二本の足が付いている妖怪。身軽で排気ガスを出して攻撃する。逆東京で三志朗が手に入れた。
十本（じっぽん）<火>
タコのような外見のような妖怪。水の中に棲むが、火を吐いて攻撃するので水属性ではない。
四分守（しぶもり）<土>
長い尻尾と蝙蝠（コウモリ）のような翼を持ち、途中から首が四つに分かれている四匹の蛇の妖怪。TCG版では、相手ぷれい屋と相手妖に2ダメージ与え、相手ぷれい屋の飛行妖を地上へ引きずり下ろし、飛べなくする。
蛇影姫（じゃえいひめ）<水>
髪が蛇の妖怪。布状の物で妖を縛り上げる。華院ミツキの手持ち。
灼岩（しゃくがん）<土>
声 - 山田敦史
魔人かボクサーのような姿の妖怪。三志郎の手持ち。漫画版では修の手持ち。逆金沢で手に入れた。谷底へ落ちていった華院ミツキを助ける為に、三志郎が召喚したことがある。灼熱の拳を持ち、名前やその特性から、「極めて火属性に近い土属性」の妖。そういった意味では、相生召喚妖の「凱龍」もその特性を持つ。
邪愚羅（じゃぐら）
属性不明。「アヤカシデザインコンテスト」において、「最優秀アニメ賞」を受賞した作品を元に生み出された妖。須貝正人が前回の妖逆門・決勝戦にて召喚した妖。相手妖を飛べなくさせる能力を持つ。また灼銅の鬼仮面により「光の大撃盤」を破壊するのに召喚され、それを攻撃したのもこの邪愚羅である。
邪風児（じゃふうじ）<陰>
（漫画版のみ）ヤギのような足とアリクイのような口を持った妖怪。暮入トオルの手持ち。毒の息を出す。カードゲーム（第4弾）においては、自分の妖を破壊し、そのHPと同じ値を相手ぷれい屋と相手妖に与える能力を持つ。
樹装一鬼（じゅそうひとつき）<木>
相生召喚・水生木（カードゲーム中では「相生上位召喚・水（水属性の妖がいる時、召喚できる）」と表記されている）。その名の通り、「木の鎧」で武装した一鬼。アニメ43話で三志郎が「恐怖の大王」との戦いで、「風童子」に対して召喚した「一鬼」をぶつけ、その魂に呼応するかのごとく、地面から無数の「木の枝」が現れ、一鬼を護るように絡んでゆき、一鬼の後頭部から現れた相生召喚用撃符（これが「樹装一鬼」）を手に入れた。三志郎がおそらく、3番目に入手した「相生召喚」用撃符。
シュムナ<水>
声 - 岩崎匡浩
霧の妖怪。アニメ31話では三志郎たちを「謎の霧」や直接攻撃で苦しめた。36話では清の手持ちになっていた。
瞬角（しゅんかく）<水>
相生召喚・金生水（カードゲーム中では「相生上位召喚・金（金属性の妖がいる時、召喚できる）」と表記されている）。「一角（いっかく）」が相生召喚の力を得た姿。場にいる間、相手ぷれい屋に毒でダメージを与え続ける能力を持つ。三志郎が最後に入手した「相生召喚」用撃符。入手した、というよりは、瞬時に生み出した撃符。自由にその形態を変えられ（ステルスファイターのような形態になる）、大幅にスピード・突進力がアップする。
匠鬼（しょうき）
絡新婦（じょろうぐも）<土>
蜘蛛の妖怪。相手の妖を蜘蛛の巣で絡める。また、毒攻撃もできる。ロンドンの手持ち。
白稚児（しらちご）<火>
声 - 山田敦史
三志郎の手持ち。逆金沢で手に入れた。
白溶裔（しろうねり）<木>
布のような妖怪。相手の妖を縛り付ける。三志郎の手持ち。
人鬼（じんき）
刃公（じんこう）<金>
顔が「刃」になっている妖怪。それを生かして攻撃する。須貝正人（灼銅の鬼仮面）の手持ち。
刃羽（じんば）<木>
声 - 中田俊輔
蟷螂と蜂を合わせたような風貌の妖怪。ミック手持ちの上位召喚。「木」に「倉」をつけて「槍」。元々は華院家のものだったが、アニメ30話によると、道に落ちていて、それをミックが盗った。
水虎（すいこ）<水>
声 - 中田俊輔
一つ目の虎の妖怪。清の手持ちだが、39話ではオヤウカムイを上位召喚させるために三志郎も所持していた。
水神（すいじん）<水>
相手に波をぶつける事と味方を回復させることができる。三志郎の手持ち。逆琵琶湖・影踏みで使われた。単行本一巻の裏表紙を見ると、「みずがみ」とは多少形態や模様が違う。
澄魅姫（すみひめ）
泉殻（せんかく）<水>
亀に髭と烏帽子をつけた妖怪。影踏みでは、口から大量の水を出すことが出来るが、これを持っている人は辛いので諸刃の剣になる。三志郎はロンドンを肩車させて、この欠点を生かして地面とねいどに当ててクリアした。
袋翁（たいおう）
大海魔
赤銅の鬼仮面曰く、「陰の世界の王」。多分に妖の中でも最大級の体を持つ、巨大な海鼠（ナマコ）のような妖怪。TCG化はしていない。
だいだらぼっち
大頭鬼（だいとうき）
牛の角を持つ妖怪。華院重馬の手持ち。
たかはしさん<木>
（漫画版のみ）巨大な人間の姿をした妖怪（?）。逆横浜中華街においてのげえむで、ただひたすら、すてえじにある焼きそばを食べ尽くそうと一生懸命。当初は「肉好き」と思われていたが、土の養分をたくさん吸った「根野菜好き」で、好物は最後に取っておくタイプであることが判明した。
タキギ<火>
槍を持ち両肩に篝火・両腕が炎の妖怪。須貝正人（灼銅の鬼仮面）の手持ち。
たておべす<水>
刃のように鋭い鱗を持った魚の妖怪。自身を使って攻撃と滝水を放つ事が出来る。フィッシング大会で、三志郎が手に入れた。
狸（たぬき）<土>
腹に怒った顔がある狸。
たゆら<水>
声 - 保坂薫
角を数本を体に生やした蛇の妖怪。31話では人間に化けて、水のエリアの城を占領し、城にいた妖や、正人・修を食料にしようとしていた。「シュムナ」に仕えていた。
稚鳳（ちおう）<火>
三志郎の手持ち。清&オヤウカムイ戦で、焔龍が苦手な「水属性」のオヤウカムイに対し、「焔の力」を強めるために開放した術符。47話でも、「瞬角」のパワーアップのため使用した。
鳥妖（ちょうよう）<木>
声 - 野々瀬ミオ
青い髪を持つ鳥人の美少女。大きさはかなり小さい。性格はねいどいわく、「本当にワガママ」。逆青森で手に入れた。三志郎の手持ち。三志郎になついており、別れの時は泣いてしまっていた。相生召喚「焔凰（えんおう）」を召喚する際の元となる妖。45話の「黒・三志郎」戦では、ねいどオリジナルの「黒鳥妖（くろちょうよう）」も登場した。鳥妖本人はその黒鳥妖に怯えていた。
なお、秋葉原方面でも人気が高く、同人誌もいくつか出回っている。
つちなまず<土>
修の手持ち。
角盥漱（つのはんぞう）<木>
下顎が盥・両手が歯ブラシのような妖怪。ミックの手持ち。
怩（でい）<水>
泥の妖怪。清の手持ち。漫画版では大熊厳の手持ち。
鼬（てん）<火>
上半身・下半身が別れている鼬の妖怪。三志郎の手持ち。炎の竜巻を起こしたり、多数の炎を放つ。
天狗礫（てんぐつぶて）<土>
多数の石を投げて攻撃する。ロンドンの手持ち。
灯台鬼（とうだいき）
漫画版では「とうだいおに」と表記されている。
時逆（ときさか）<金>
声 - 保坂薫
「時順（ときじゅん）」と共に、「時を操る力」を持つ。
時順（ときじゅん）<金>
声 - 保坂薫
「時逆（ときさか）」と共に、「時を操る力」を持つ。
毒巨怪（どくきょかい）<土>
怒轟（どごう）<陰>
大型バスに色々な妖が合体した外見の妖怪。ねいど中学校のラスボス「黒ねいど」が召喚した妖。アニメ版には無いが、カードゲーム版では「場にいる間、相手ぷれい屋に闇を与え続ける」効果を持つ。
土砂魚（どしゃうお）<土>
対象物を土中に沈める。三志郎の手持ち。アニメでは華院重馬に奪われていたが、30話でいつの間にか三志郎の下に戻ってきている。
とどろきさま<水>
ワニの妖怪。清の手持ちの必殺撃符。アニメ31話で「オヤウカムイ」に上位召喚させる際の元となった妖。
吐火烏帽子（とびえぼし）<火>
声 - 岩崎匡浩、山田敦史
壷を持った天狗。壷から火を出して攻撃する。火の獄門世界では複数おり（顔の模様の色が違う）、三志郎達をいち早く見つけ、戦いを挑んだが、三志郎が「焔斬」を（その焔斬自身の言葉を汲んで）召喚したため、あっさりと攻撃しようとしたのを止めてしまう。イサミの手持ちだった。
泥小僧（どろこぞう）<土>
（漫画版のみ）泥団子に手足と顔を作ったような三匹の妖怪で、頭の上の葉がそれぞれ違う。泥を団子状に捏ねて自分の分身を作れる。三志郎の手持ちで、漫画版で初めて三志郎が入手した撃符。
泥田坊（どろたぼう）<土>
一つ目の大男の妖怪。右腕のみが巨大になっている。
なまはげ
肉吸い（にくすい）<陰>
顔以外はねじれた妖怪。相手の体力を吸って自分・ぷれい屋を回復させる。修の手持ち。
人魚（にんぎょ）<水>
縫（ぬい）<水>
女性の顔をした妖怪。
鵺（ぬえ）
五行を司り、全ての属性を持つ妖怪。赤銅の鬼仮面の手持ち。
ぬらりひょん<陰>
ヌリツブシ<水>
声 - 岡部涼音
ペンキ屋の妖怪。
野槌（のづち）
のびあがり<土>
かつて須貝正人が所持していた。
這（はい）<土>
茶ねいどが使用した術符。
刃金（はがね）<金>
鎧を着けたライオンのような妖怪。「金」に「段」をつけて「鍛」。「金の獄門世界」の女王・めきらに渡された「上位召喚の珠」から生み出した、日野亜紀の上位召喚妖。召喚時に相手ぷれい屋の動きを封じる。黄色ねいどが召喚した「黒刃金（くろ-はがね）」も登場した。
獏（ばく）<陽>
カードゲーム版では、「この妖が場にいる間自分が回復する」。
はくい<陽>
未登場。
白王（はくおう）<水>
漫画版の登場人物（ぷれい屋）「蕪木 雪ノ心」が召喚する必殺撃符。「焔斬」にとてもよく似ている（「白王」を縦書きにし、「火へん」を付ければ、「焔龍」を上位召喚させる際の文字「煌」になる）。
白澤（はくたく）
化け茸（ばけきのこ）
化け猫（ばけねこ）
縛日羅（ばざら）<陰>
上位召喚妖。上位召喚する際の文字は「陰→闇」。アニメ32話で修が作り出した。妖を「ブラックホール」のようなものに吸い込んでしまう。また、倒されると同時に自爆して相手の妖を倒す。
波山（はざん）
華朧（はなおぼろ）<木>
声 - 文月くん、（少女に化けた時の声）越智綾香
少女のようだが老婆の妖怪。幻覚を操る。ミックの手持ち。撃符にされる以前に、人間の男達に利用されて人間不信になっていた。逆大阪でミックをバカにするような態度を取っていたが、自分への本当の愛に気付いて素顔を現し、ミックに付いて行った。木の獄門世界ではミックが落としてそのまま実体化、少女に化けて「ミックの恋人」と言い張った。ミックを反省・更生させる手助けをした。37話では、やられるミックを励ました。また、花朧のミックに対する強い気持ちが地に埋まっていた上位召喚の珠と結びついて、「華孔雀」が出来た。対撃終了後ミックが他の撃符と共に三志郎に渡すが、三志郎は華朧だけミックに返した。
華孔雀（はなくじゃく）<木>
孔雀のように綺麗に花が咲き誇っている。ミックの手持ち。華朧の上位召喚で、「木」に「契」をつけて「楔」。TCGで登場していない上位召喚妖は、この「華孔雀」のみ。
針の変化（はりのへんげ）<金>
一つ目の針の妖怪。華院ミツキの手持ち。漫画版では、灼銅の鬼仮面が最後に、かつ大量に召喚した妖。
返魂香（はんごうこう）<木>
「マヨヒガ」よりも強力な回復力を持った術符。
万走瞳（ばんそうしょう）<木>
三志郎の手持ち。自分妖のスピード（または、攻撃スピード）を速める。昔、きみどりと一緒に子供達と遊んでいた。
飛候（ひこう）<金>
声 - 赤羽根健治
包丁のような刀剣を持った鳥人の妖怪。日野亜紀の手持ちだが、39話で三志郎が刃金を上位召喚させるために所持していた。漫画版ではロンドンの手持ち。
ひでり神（ひでりがみ）<火>
鳥のような妖怪。槍のような炎を相手の妖にぶつける。須貝正人（灼銅の鬼仮面）の手持ち。
飛頭蛮（ひとうばん）
生首の妖怪。華院甍の手持ち。
一鬼（ひとつき）<水>
声 - 鶴岡聡
修験者のような姿をしており、額に角がある、全身が蛇で出来た妖怪。口から大量の水を出したり、棍棒で攻撃する。アニメでは「一鬼推参!」と言って登場する。原作では自ら三志郎についてきて、ミックの卑怯な行為に激怒。彼を吹っ飛ばした。相生召喚「樹装一鬼（じゅそうひとつき）」を召喚させる際の元となる妖。また一度だけオヤウカムイの上位召喚の元にもなったことがある。45話にて「黒・三志郎」が召喚した、ねいどオリジナルの「黒一鬼」も登場した。
火の兄（ひのえ）<陽>
陽属性唯一の上位召喚妖。ぷれい屋が受けるダメージを軽減させる「結界」という能力を持つ。また「上位召喚」という扱いでありながら唯一、「複数の妖の力（陰属性以外なら属性は問わない）を必要とする」妖であり、同じ「陽属性単体の妖」からは上位召喚できないという、ひときわ特殊な妖。
火走り（ひばしり）<火>
蒸気機関車の如く長い体を持つ妖怪。須貝正人（灼銅の鬼仮面）の手持ち。
婢妖（ひよう）<陰>
びりびり<金>
雷が獣の姿をした妖怪。相手の妖に電撃を浴びせる。三志郎の手持ち。かつては須貝正人も所持していた。
琵琶の怪（びわのかい）<木>
目が付いた琵琶を持った盲目の女性。ミックの手持ち。
風童子（ふうどうじ）<土>
声 - 岩崎匡浩
頭と両肩の穴から竜巻状の風が出ている妖怪。唯一の土属性上位召喚妖。「土」に「成」をつけて「城」。漫画版では上位召喚妖ではなく、通常と同じ扱いの妖。「風の吹き出し口」が弱点だと「蕪木 雪ノ心」のパートナー「鏡目（きょうもく）」が見破り、敗戦。アニメでは、「恐怖の大王」が「青坊主」から繰り出した上位召喚妖。数ある上位召喚の中でも唯一、「ぷれい屋が使用していない上位召喚妖」。全ての上位召喚妖の中で最後に登場した。最終的に修の元へと収まった。
武蜘蛛（ぶぐも）<金>
甲冑を纏った蜘蛛の妖怪。回転を加えた体当たりをする。日野亜紀の手持ち。棒倒しで虫嫌いな亜紀に嫌われていたが、きみどりの言葉に目が覚めた亜紀のためにビルを倒しクリアさせた。
武獣（ぶじゅう）<金>
仮面（一つは翁）を付けている四匹の妖怪で、それぞれ鎖鎌・刀・斧・円盤を口にくわえている。ロンドンの手持ち。
衾（ふすま）<木>
声 - 山田敦史
細長い体を持つ妖怪。ミックの手持ち。ミックが刃羽を上位召喚させる際の基となった妖で、体を捻じ曲げることができ、それを利用して逆名古屋のあやかし野球でホームランを出した。
船魂（ふなだま）<水>
巨大な船舶の姿をした妖。「青」と「水」で「清」。火属性の妖との対撃の場合、ガスを出して、炎に引火させ、爆発を起こす。水属性唯一の「アンコモン」のレアレティである上位召喚妖。36話で清が使用。
古木の変化（ふるきのへんげ）<木>
声 - 中田俊輔
ミックの手持ち。アニメ47話では、この妖の「幼体」のような妖も登場した。
古綱守（ふるつなもり）
暴（ぼ）
火振り蛾（ほふりが）
魔イカ（まいか）<水>
烏賊の妖怪。酸を吐き出す。
禍魂（まがたま）
間鎚（まづち）<金>
卵のような妖怪。須貝正人の手持ち。どんな相手の動きも止めることが出来る。アニメ34話で正人が三志郎・焔龍に対して使ったが、どちらも秘めた力で拘束を打ち破った。また、「黄色ねいど」も「黒刃金」を上位召喚させる際に召喚したことがある。
マヨヒガ<木>
上部が町になっている木の妖怪。逆青森で舞台として使われた。ぷれい屋の体力を回復させることができるが、アニメ版ではその「回復の対象」がぷれい屋自身か、自分妖かを選べる。三志郎の手持ち。
三日月（みかづき）<金>
鶴のような妖怪。ロンドンは三日月の事を「クレッセント」と呼ぶ。ロンドンのエース的妖。ロンドンが最初に手に入れた。ギグによると「ロンドンの歌に魂を感じた」らしい。「寒月（かんげつ）」を上位召喚する時の元となる妖。
ミコンジキ<陰>
声 - 保坂薫
赤子と魚を融合させたような妖怪。華院重馬の手持ち。
水神（みずがみ）<水>
声 - 一馬芳和
大きな魚の妖怪。波をぶつけさせる事が出来る。逆琵琶湖と影踏みで使われた。三志郎の手持ち。
不見鳥（みずちょう）<金>
声 - 越智綾香
目隠しをした鳥の妖怪。羽根一枚と対価に、願い事を叶えて貰う。日野亜紀の手持ち。
ミテイル<木>
眼の妖怪。須貝正人（灼銅の鬼仮面）の手持ち。初めて三志郎に会い、「妖逆門」についてレクチャーした時に使っていた術符。木属性であるにも関わらず、「金縛り」効果を持つ。
夢影（むえい）<火>
ロンドンの手持ち。
武者蜘蛛（むしゃくも）<土>
修の手持ち。
夢侵郎（むしんろう）<木>
かつてイサミが所持していた。
メキラ<金>
声 - YU-KI
金の獄門世界の女王であり、金属性の妖怪達から母として慕われている。三志郎達がここに訪れた当時は宝石に姿を変えていた。亜紀にその宝石を取られて怒っていた妖怪達を鎮めて、金の獄門世界の出口を出現させた。亜紀に上位召喚の珠を渡した。
目競（めくらべ）<陰>
同じ面がある妖怪。ぷれい屋に麻痺を起こさせる。修・日野亜紀の手持ち。
猛炎君（もうえんくん）<火>
炎を纏った猪の妖怪。須貝正人が「くらぎ（華院重馬）」との対決において、「紅」を上位召喚させる際の元となった妖。
魍魎（もうりょう）<陰>
木獣（もくじゅう）<木>
文月詩織の手持ち。
目々連（もくもくれん）<木>
術符。体中に「目」をたくさん持つ妖。
やかんづる<金>
ヤカンの妖怪。亜紀の手持ち。逆静岡で手に入れた。
夜幢丸（やどうまる）<陰>
「くらぎ」から召喚された、陰属性最強の上位召喚妖。アニメ47話において、「現在の逆日本を崩壊させ、新たな妖逆門を創り出す」ため、灼銅の鬼仮面によって「特別な撃盤」を用いて召喚された。TCG版では「場にいる間、相手ぷれい屋に闇を与え、毒でダメージを与える」能力を持つ。
破れ太鼓（やぶれたいこ）
山精（やませい）<陽>
須貝正人の手持ち。アニメでは強そうな攻撃だが、TCGではかなり弱い。
山坊主（やまぼうず）<土>
声 - 斧アツシ
錫杖を持ち案山子と河童を会わせた妖怪。修の手持ち。この撃符と「焔龍」を組み合わせ、三志郎は相生召喚・「凱龍」を生み出した。
槍毛長（やりけちょう）<金>
槍の妖怪。槍を飛ばす。日野亜紀の手持ち。
雪女（ゆきおんな）<水>
凍らせることが出来る。清の手持ち。
雪ぼくり（ゆきぼくり）
妖魚（ようぎょ）<陰>
羊姑（ようこ）<陽>
妖虫（ようちゅう）<金>
来空牙（らいくうが）<木>
術符。自分の妖に「飛行」能力を持たせることが出来る。いつのまにか三志郎が所持していた。
雷獣（らいじゅう）
龍魚（りゅうぎょ）<水>
ユニコーンのような角を持ち尾は四本に分かれて刃のようになっている妖怪。須貝正人（灼銅の鬼仮面）の手持ち。
龍車（りゅうしゃ）

わいら<土>
両前足が鋭い鎌になっていて蝦蟇のような妖怪。その鎌で切り裂く。修の手持ち。
藁飛（わらとび）<木>
藁を鳥の姿にさせた妖怪。華院重馬・甍の手持ち。

## げえむ一覧

### アニメ版
双六のように日本各地を回り、各地の課題をクリアするとるーれっとが表れ、それを廻して進む数が出てくる。引き分けや負けた時は逆に出た数だけ戻される。
| 逆東京                    | - | - | 振り出し（スタート地点）で、条件は東京駅から東京タワーの展望室まで駆け抜けること。途中、ねいどの仕掛けた妖が出現するが、倒すと撃符を手に入れられる。 逆東京駅の地下ホームにあるアヤカシ特急の改札を通るには、三匹の犬が持つ札を持つ事が条件。振り出しに戻ってしまった三志郎達は、それぞれ渋谷・上野恩賜公園・秋葉原で手に入れた。 |
| 逆横須賀                  | ○三志郎 | ロンドン× | 条件は豪華客船の内部でアヤカシが化けた者を探すこと。 |
| 逆遠野                    | △三志郎 | 清△ | 鳥居からスタート。神社の鐘を鳴らし対撃、勝利することが条件。千本鳥居のような道には、様々なトラップが仕掛けられている。鐘を鳴らしはずれを引いた場合、別の場所に落とされ河童地蔵や逆五百羅漢の石から魔物達が襲い掛かる。 |
| 逆青森                    | ○三志郎 | ミック× | 条件は町に隠れている二体のアヤカシを見つけ捕まえること。対撃で勝つと相手が見つかったアヤカシの撃府を手に入れられる。ミックは三志郎を騙し撃符を消耗させ、鳥妖を捕まえた。三志郎はこの町自体がアヤカシ・マヨイガであること気付き、ミックと対撃。 |
| 逆琵琶湖                  | ○三志郎 | 修× | 水神が泳いでいる琵琶湖にある鳥居を先に潜り抜けた二名が対撃し、勝つのが条件。実は浮島に立っている鳥居は偽物で、本物の鳥居は水神の体内にあった。 |
| 幻風堂                    | - | - | 日本と逆日本の間に建っている妖怪骨董。外見は神社だが内部は店、地下は迷路のようになっている。ぷれい屋が必ず通る場所。アニメ27話では三志郎が飛ばされタイムスリップしている。アニメ33話・34話では、鬼仮面が三志郎達を不思議な空間に移動させたりもした。 |
| アヤカシ特急              | - | - | 逆東京から一気に通り抜ける列車。一人用の特別急行列車とちんちん電車のような多数用のあやかし列車に二種類がある。各ポイントのげえむをクリアしなければならない。終着駅に向かう直前、他の列車を蹴り落とす。 |
| 逆静岡                    | ×三志郎 | ミック○ | アヤカシ特急の停着駅。制限時間内でなぞなぞの問題をその場所で答えるのが条件。答えた人には撃符が一枚与えられる。間違えた場所で答えを言うと、罠が発動する。 |
| 逆金沢                    | - | - | アヤカシ特急の終着駅。バトルロイヤル式で戦う（対撃結果 ○三志郎対日野亜紀×・×ミック対ロンドン○・×清対修○・○三志郎対ロンドン×・○三志郎対修×）。 |
| ねいど小学校              | ○三志郎 須貝正人 | ねいど達× | 逆金沢の勝者のみが受けるげえむ。校庭に出る事がクリア条件。 |
| 地の結界                  | ×三志郎 | 鬼仮面○ | マグマの上に建てられたアーチ橋で対撃。 |
| 天の結界                  | ×三志郎 | 鬼仮面○ | 雲の上に建つ舞台で対撃。 |
| 人の結界                  | △三志郎 | 鬼仮面△ | 川をはさみ対撃。 |
| 逆四国                    | ○三志郎 | ぷれい屋A× | 逆四国八十八ヶ所を巡り、札を全部集めた二名が対撃。 |
| 逆神戸                    | ○ロンドン | イサミ× | 番号が付いた風船番号順に自分の声で割りながら、神戸ポートタワーまで進む。声で他のぷれい屋を攻撃すると失格。 |
| 逆大阪                    | ○三志郎 | ミック× | 逆さまの元を探す。逆さまになっていたのは、ミックが女の子にもてていたこと。 |
| 逆植物園                  | ○三志郎 ロンドン | 要・甍× | 二人組みになり漢字の書かれた札を探す。クリア条件は「才」と「友」を合わせて「抜」。 |
| 逆名古屋                  | - | - | - |
| フィッシング大会          | ○三志郎 | ミツキ× | 湖でたておべすを釣る。湖の中にはたておべすの他に妖怪がいる。 |
| 山登りゲーム              | - | - | ある山の頂上にたどり着く。ゲームをクリアした者には上位召喚の玉が与えられる。妨害用ねいどや天候が障害物として立ち塞がる。頂上には、上位召喚の玉を守っていて、属性を変えるからくり屋敷と対決する。三志郎とミツキは力を合わせて、これを倒した。 |
| 獄門世界                  | ぷれい屋の再選考中。各エリア（エリアは妖の属性ごとに分かれている）にある門を探し当て、門を通過すると別のエリアに行き着く。そして全てのエリアの門を通過することで合格となる。門を探し当てるためには、各エリアの長的存在の妖に会わなければならない。アニメ32話の時点で黒ねいどによって三志郎たち3人を最後として獄門世界での再選考は終了した。クリアしたぷれい屋は次のステージに進み、クリアできなかったぷれい屋は妖逆門から脱落した。\|                                                  | ぷれい屋の再選考中。各エリア（エリアは妖の属性ごとに分かれている）にある門を探し当て、門を通過すると別のエリアに行き着く。そして全てのエリアの門を通過することで合格となる。門を探し当てるためには、各エリアの長的存在の妖に会わなければならない。アニメ32話の時点で黒ねいどによって三志郎たち3人を最後として獄門世界での再選考は終了した。クリアしたぷれい屋は次のステージに進み、クリアできなかったぷれい屋は妖逆門から脱落した。\|                                                  | ぷれい屋の再選考中。各エリア（エリアは妖の属性ごとに分かれている）にある門を探し当て、門を通過すると別のエリアに行き着く。そして全てのエリアの門を通過することで合格となる。門を探し当てるためには、各エリアの長的存在の妖に会わなければならない。アニメ32話の時点で黒ねいどによって三志郎たち3人を最後として獄門世界での再選考は終了した。クリアしたぷれい屋は次のステージに進み、クリアできなかったぷれい屋は妖逆門から脱落した。\| |
| 獄門世界                  | 火のエリア | 火のエリア | 辺り一面から炎が噴出している。長である妖（轟炎）と闘い、勝利すると門が開く。 |
| 獄門世界                  | 金のエリア | 金のエリア | 辺り一面植物と金で出来ている。めきらの宝玉から長である妖（めきら）を呼び出し、門を開けてもらう。 |
| 獄門世界                  | 木のエリア | 木のエリア | 別称「迷いの森」。妖の中でも特に意地悪なのが集まっており、一度入ったら出られないと言われているが、実は木に化けた妖が移動してぷれい屋の目をごまかしているだけである。森の王〔鬼の仮面（森の化身で、被ると森の王になり木の属性の力が強くなるが身も心も森に捧げなくてはならない）を被っている〕を倒すことで門が開く。 |
| 獄門世界                  | 水のエリア | 水のエリア | 水の妖が穏やかに暮らしている。このエリアの海の底に世にも美しい城があり、そこに門がある。本来ならば穏やかな城の主に会ってすぐに門を通れる筈だが、たゆらによって城が占領されていた為、三志郎と清は協力して戦い、門を通ることが出来た。 |
| 獄門世界                  | 土のエリア | 土のエリア | 一面砂で覆われているエリア。三志郎と清は協力して門を発見したようだが方法は不明。清は「もうお嫁にいけんばい〜」と言っている。三志郎と清は門を通ろうとするが、陰のエリアから土のエリアに来た修が「僕がこの門の守護者だ」と言い、対撃することになった。最終的に修は敗れ、3人で門を通ることになった。 |
| 獄門世界                  | 陰のエリア | 陰のエリア | 力のみを望むものが辿り着ける、獄門世界の果て。全体的に暗く、その果てに城がある。塔の頂上に門がある。塔の各階の各属性の人形と対撃していく。修は人形と三志郎などの登場人物とを重ね合わせ、人形を倒していくうちに陰の力を強めていき、最終的に闇に包まれた上位召喚の珠を掴み取り、心も体も闇に染まってしまった（ただし、強大な陰の力でかなり強くなった）。 |
| 最終トーナメント          | 生き残った全てのぷれい屋が参加する、妖逆門の最終げぇむ。逆日本そのものが大きなげぇむ会場となる（木のような道（龍の道）が出来て、その道1本1本がトーナメント表となる）。龍の道を進んでいき、交わったところで対撃をする。勝ったものはゴールを目指しさらに道を進み対撃していく。そして最後に残ったものが妖逆門の「優勝者」となり、願いを叶えてもらえる。負けたものは即失格となり、妖逆門から脱落する（現実世界の夏の頃に強制送還（また、脱落と同時に妖逆門での記憶もなくなってしまう））。 | 生き残った全てのぷれい屋が参加する、妖逆門の最終げぇむ。逆日本そのものが大きなげぇむ会場となる（木のような道（龍の道）が出来て、その道1本1本がトーナメント表となる）。龍の道を進んでいき、交わったところで対撃をする。勝ったものはゴールを目指しさらに道を進み対撃していく。そして最後に残ったものが妖逆門の「優勝者」となり、願いを叶えてもらえる。負けたものは即失格となり、妖逆門から脱落する（現実世界の夏の頃に強制送還（また、脱落と同時に妖逆門での記憶もなくなってしまう））。 | 生き残った全てのぷれい屋が参加する、妖逆門の最終げぇむ。逆日本そのものが大きなげぇむ会場となる（木のような道（龍の道）が出来て、その道1本1本がトーナメント表となる）。龍の道を進んでいき、交わったところで対撃をする。勝ったものはゴールを目指しさらに道を進み対撃していく。そして最後に残ったものが妖逆門の「優勝者」となり、願いを叶えてもらえる。負けたものは即失格となり、妖逆門から脱落する（現実世界の夏の頃に強制送還（また、脱落と同時に妖逆門での記憶もなくなってしまう））。 |
| 最終トーナメント          | 対撃ステージ | 対撃ステージ | 対撃する2名が龍の道の交わった所（結界らしきものがある）に集まると、ねいどが来て、結界から別の場所にある対撃ステージへ移動する。そして対撃し、対撃が終わると元の場所に戻る。 |
| 最終トーナメント          | 地龍のはらわた | 地龍のはらわた | 妖逆門で負けていったもの達の思い（仮面となって現れる）が集まる場所。完全に独立した怨念の闇世界なので、逆門ですら関われない。出口はあるが、それを見つけるためには闇をもコントロールする力を手にするか、闇を消し去るほどの力を示すか、どちらかをしなければならない。ウタ曰く「妖逆門のゴミ捨て場」。仮面達が最終トーナメントまで勝ち残った強いぷれい屋を個魔とはぐれさせ、ここに呼び寄せる。そして撃符や撃盤、体までを奪い、そのぷれい屋と代わろうとする。仮面達は地龍から五行の力を吸い取り、自らの糧にして、攻撃を防いだり、攻撃したりしてくる。また、その数は無限、力も無限で普通に攻撃をしていたのでは勝てない。 |
| ワンダー ねいどランド43話 | ○三志郎 | ドラゴン信長× モンキー秀吉× フェニックス家康× チンギス・ハン× アレキサンダー× 恐怖の大王× | ねいどの様々な不思議でへんてこな体内で様々なゲームをしていくげぇむ。42話でねいどが考案したもので、三志郎たちがねいどに吸い込まれていわば強制参加という形で始まった。45話で三志郎たちが外に出されて、終了した。 43話はねいどの脳内空間でのげぇむ。ねいどが歴史上の人物を参考にして作った奇妙奇天烈な敵と対撃する。 |
| ワンダー ねいどランド44話 | 三志郎× | 青ねいど＜生徒指導主事＞○ | *: 44話はねいどの胃袋にある「ねいど中学校」で5色のねいどと対撃するげぇむ。5色のねいどはそれぞれ得意な属性が決まっていて、校内でそれぞれのねいどの得意な属性のみで戦う「属性デスマッチ」で対撃する。5戦中3敗したらねいど中学校に一生留年となる。最終戦のVS黒ねいどの際のみ属性は関係なしで、互いのとっておきの妖での1対1の勝負だった。 - 対撃結果 一鬼で力押しをして負け。 ×対緑ねいど＜生徒会長＞○ 黒い上位召喚で負け。 ○対茶ねいど＜野球部キャプテン＞× 時間差攻撃で勝利。 ○対黄ねいど＜女性教頭＞× 相手の攻撃を読んで勝利。 ○対黒ねいど＜番長＞× 相生召喚「凱龍」を作り出し勝利。 45話は黒ねいどが作り出した「黒三志郎」との対撃。黒三志郎は容姿は三志郎と似ているが、中身は三志郎とは正反対で、ぷれい屋としては完璧。元の妖とは一味違う「黒い妖」と、三志郎のデータを元にした完璧な計算で黒三志郎の優勢となるが、三志郎の「妖逆門が大好きだから、まだ終わらせたくない」という気持ちによる予想外の展開で、最終ステージでは三志郎の焔龍が勝つが、結局対撃は引き分けに。そして、二人とも負けず嫌いで、じゃんけんで勝負をつけることになったが、なかなか勝負が決まらず、最終的に三志郎から握手をして終了した。その後ねいどが元に戻り、黒三志郎は消滅、三志郎たちはねいどの体内から外に出された。対撃結果 △三志郎対黒三志郎△ |

### コミック版
- 鬼ごっこ
本物の鬼のツノを触れた人が予選クリアとなる。この時は三志郎&泥小僧によってツノが折られたため、全員ツノに触れることが出来、全員が予選をクリアすることが出来た。
- 影ふみ
「一番倒したい人」とペアを組み、げえむ会場を駆け抜けてゴールの鳥居をくぐればクリアとなる。げえむ開始前に渡される撃符「泉殻」は何度でも出し入れ自由。制限時間は1時間。しかし、げえむ会場内には「水神」という妖怪が居て、それの影の中に居れば「水神」は動かないが、影以外の所にいると「水神」に食われて失格。「水神」はロンドン曰く、「一定の範囲内を規則的に動いている」ので、それを予測すれば安全。しかし先の方には「水神」が居ない。そこで撃符を使い、水のバリアを作り「水神」を止める事は出来るが、そうすると1人しかゴール出来ない（ロンドン・三志郎組と詩織・雪之心組は2人でゴールした）。
- 棒倒し
10人くらいで、選んだ撃符から妖を出して、四方に囲まれたビルを壊してもらい、その中に5つしかない鐘を鳴らしたら予選通過となる。
- かくれんぼ
ぷれい屋ではなく撃符が広大な城の中に隠れる。制限時間内に撃符を探し出してゴールすることがクリア条件だが、入手した撃符はそのままぷれい屋のものとなる。なお、発見・入手が困難な場所に隠されている撃符ほど強力なものになっている。
- 逆秋田（とおりゃんせ）
道路標識を守りながらゴールを目指す。標識は「一方通行」や「落石注意」など（一箇所のみ信号であったが）。交通ルールに違反した場合は失格となる。三志郎も捕まった泥小僧を助けたことにより失格になりそうになったが、制限時間ギリギリでゴールした。
- 逆東京（おしくらまんじゅう）
対撃のトーナメント。他のげえむより難易度が高いらしい。それ故、ベスト8に入ったぷれい屋はこのげえむをクリアしたことになる（ベスト4は2箇所クリアしたことになるらしい）。

## テレビアニメ
2006年4月3日から2007年3月26日までテレビ東京系にて放送された。放送時間は月曜日18:00 - 18:30（JST）。月曜18時台前半枠で4月上旬に始まったアニメは『アイドル天使ようこそようこ』（テレビせとうち制作・1990年）以来16年ぶりであった。

### スタッフ
- コンセプトワークス - 藤田和日郎[1]、中村学
- 連載 - 田村光久
- 監督 - ねぎしひろし[1]
- 助監督 - 石井久志
- シリーズ構成補 - 兵頭一歩
- キャラクターデザイン・総作画監督 - 阿部智之
- デザインワークス - 村田護郎
- デザイン協力 - 金田達也、松尾慎
- 美術監督 - 石垣努[1]
- 色彩設計 - 堀尾桂子
- コンポジットディレクター（撮影監督） - 中山敦史
- 編集 - 後藤正浩
- 音楽 - 三宅一徳
- 音響監督 - 郷田ほづみ[1]
- プロデューサー - 東不可止、武藤大司、野村宙→岩谷能宣
- アニメーション制作プロデューサー - 長牛豊
- アニメーション制作協力 - デジタルネットワークアニメーション
- 製作 - テレビ東京、電通、ラディクスエースエンタテインメント

### 主題歌と音楽

#### オープニングテーマ
「メビウス」（1-26話）
歌・演奏 - Janne Da Arc / 作詞・作曲 - yasu / 編曲 - Janne Da Arc & Shouji Morifuji / レーベル - avex trax/motorod
「シロイツキ。」（27話-）
歌・演奏 - YU-KI / 作詞 - Shigeco Ogula & Rio / 作曲 - Rio & Juno / 編曲 - Hyoe Yasuhara

#### エンディングテーマ
「ふろむ 妖逆門」（1-13、50話）
歌 - きみどり（福原香織） / 作詞 - 藤林聖子 / 作曲 - Blues T / 編曲 - 三宅一徳 / レーベル - avex mode

「踊る ばけぎゃもん 〜ぷれい屋音頭」（14-26話）
歌 - 多聞三志郎（小林由美子）、特別参加（フエ（郷田ほづみ）、ロンドン（斎賀みつき）、ミック（加藤奈々絵）、ねいど（茶風林）、きみどり（福原香織））
作詞 - 藤林聖子 / 作曲・編曲 - 三宅一徳 / レーベル - avex mode
- きみどりが登場する回のみエンディングアニメーションの終盤にきみどりが登場する。

「ソラミミ妖逆門」（27-39、49話）
歌 - きみどり（福原香織） / 作詞 - 藤林聖子 / 作曲・編曲 - 渡部チェル

「Always there for you」（40-48、51話）
歌 - ロンドンfeat.きみどり（斎賀みつき、福原香織） / 作詞 - 藤林聖子 / 作曲・編曲 - 渡部チェル
- 40話のみロンドン特別バージョンが流れ、前半部分がロンドンによるソロボーカルになっている他、イラストも全てロンドンになっている。41話以降は通常バージョンとなっている。43話、47話では海のシーンでミックのいた場所に唯がおり、ミックは後方にいる。

#### 劇中の音楽
劇伴音楽は｢ふたつのスピカ｣、｢二十歳の約束」を手がけた三宅一徳が担当。尺八などの民族楽器を駆使した民謡調のものからテクノ調のポップ、踊るロック、クラシカルなものまで多種多様にわたる。

### 各話リスト
| 話数   | サブタイトル                 | 脚本           | 絵コンテ          | 演出       | 作画監督            | 放送日        |
| ------ | ---------------------------- | -------------- | ----------------- | ---------- | ------------------- | ------------- |
| 第1話  | オレとフエとばけぎゃもん     | 兵頭一歩       | ねぎしひろし      | 中山敦史   | 阿部智之            | 2006年 4月3日 |
| 第2話  | ふりだしは逆東京!?           | 兵頭一歩       | 石井久志          | 井草かほる | 西山忍 金溶周       | 4月10日       |
| 第3話  | 炎の妖・焔斬                 | 山田靖智       | ねぎしひろし      | 川崎満     | 凪美妖              | 4月17日       |
| 第4話  | 妖神社の巫女                 | 平松正樹       | 仁賀緑朗          | 神原敏昭   | 金阪秀行 青鉢芳信   | 4月24日       |
| 第5話  | 世界のミック登場!?           | あみやまさはる | 細田裕一          | 加藤茂     | 二宮常雄            | 5月1日        |
| 第6話  | 謎の幻風堂                   | 樋口達人       | 大森英敏          | 中山敦史   | 阿部智之            | 5月8日        |
| 第7話  | うるさいアイツは最強少女!?   | 兵頭一歩       | 石井久志          | 井草かほる | 西山忍 Kim Sung Bum | 5月15日       |
| 第8話  | またまた、ふりだし? 逆東京   | 山田靖智       | 後藤象一郎        | 中山敦史   | 氏家章雄            | 5月22日       |
| 第9話  | あやかし列車、珍道中!        | 平松正樹       | 凪美妖            | 凪美妖     | 凪美妖              | 5月29日       |
| 第10話 | 終着駅は敵だらけ             | 樋口達人       | まついひとゆき    | 加藤茂     | 緒方隆秀            | 6月5日        |
| 第11話 | 恐怖のねいど小学校!?         | 平松正樹       | 香川豊            | 神原敏昭   | 金阪秀行            | 6月12日       |
| 第12話 | キミの名は...?               | 野崎透         | 石井久志          | 中山敦史   | 阿部智之            | 6月19日       |
| 第13話 | 灼銅の鬼仮面                 | 野崎透         | 石井久志          | 石井久志   | 田中保 阿部智之     | 6月26日       |
| 第14話 | オレとばけぎゃもんと仲間たち | 兵頭一歩       | 岡嶋国敏          | 岡嶋国敏   | 緒方隆秀            | 7月3日        |
| 第15話 | 歌えロンドン! 魂の叫び       | 山田靖智       | 後藤象一郎        | 中山敦史   | 氏家章雄            | 7月10日       |
| 第16話 | 京都、乙女ふたり             | 鴻野貴光       | 井草かほる        | 井草かほる | 西山忍              | 7月17日       |
| 第17話 | 華麗なるミックの世界         | 山田靖智       | 川口敬一郎        | 凪美妖     | 凪美妖              | 7月24日       |
| 第18話 | 妖の里                       | 平松正樹       | 岡嶋国敏          | 岡嶋国敏   | 緒方隆秀            | 7月31日       |
| 第19話 | 友情のフリーズムーン         | 兵頭一歩       | 奥田誠治          | 岡崎幸男   | 金阪秀行 村上なおき | 8月7日        |
| 第20話 | 撃符を狩る者                 | 植竹須美男     | 後藤象一郎        | 中山敦史   | 阿部智之            | 8月14日       |
| 第21話 | 華麗なるミックの転身         | 樋口達人       | 加藤茂            | 加藤茂     | 小野田貴之          | 8月21日       |
| 第22話 | 年下の男の子!?               | 鴻野貴光       | 石井久志          | 安藤正臣   | 氏家章雄            | 8月28日       |
| 第23話 | 上位召喚を手に入れろ!        | 山田靖智       | 所俊克            | 水田秀洋   | 西山忍              | 9月4日        |
| 第24話 | 華院の宿命                   | 植竹須美男     | 川口敬一郎        | 登坂晋     | 平田卓也            | 9月11日       |
| 第25話 | 焔龍・煌!                    | 兵頭一歩       | 岡嶋国敏          | 岡嶋国敏   | 緒方隆秀            | 9月18日       |
| 第26話 | くらぎの闇                   | 樋口達人       | 石井久志          | 中山敦史   | 阿部智之            | 9月25日       |
| 第27話 | ときのはざまで...            | 野崎透         | 岡村正弘          | 安藤正臣   | 氏家章雄            | 10月2日       |
| 第28話 | オレと正人と黒ねいど         | 兵頭一歩       | 加藤茂            | 加藤茂     | 小野田貴之          | 10月9日       |
| 第29話 | 亜紀のたからもの             | 山田靖智       | 松尾慎            | 松尾慎     | 池下博紀            | 10月16日      |
| 第30話 | 華麗なるミックの逆襲         | 鴻野貴光       | 石井久志          | 登坂晋     | 平田卓也            | 10月23日      |
| 第31話 | 清と水の妖                   | 樋口達人       | 岡嶋国敏          | 岡嶋国敏   | 緒方隆秀            | 10月30日      |
| 第32話 | 修と鬼仮面                   | 樋口達人       | 岡村正弘          | 安藤正臣   | 氏家章雄            | 11月6日       |
| 第33話 | 妖逆門誕生                   | 植竹須美男     | 高橋成世 石井久志 | 中山敦史   | 阿部智之            | 11月13日      |
| 第34話 | きみどりのこころ...          | 植竹須美男     | 加藤茂            | 加藤茂     | 小野田貴之          | 11月20日      |
| 第35話 | 激突! 最終トーナメント       | 山田靖智       | 松尾慎            | 松尾慎     | 池下博紀            | 11月27日      |
| 第36話 | 対撃! 三志郎VS清             | 鴻野貴光       | 凪美妖            | 登坂晋     | 平田卓也            | 12月4日       |
| 第37話 | 華麗なるミック、その愛       | 兵頭一歩       | 岡嶋国敏          | 岡嶋国敏   | 緒方隆秀            | 12月11日      |
| 第38話 | 亜紀の涙と雨上がり           | 樋口達人       | 所俊克            | 安藤正臣   | 氏家章雄            | 12月18日      |
| 第39話 | 新たな力! 相生召喚           | 鴻野貴光       | 石井久志          | 中山敦史   | 八尋裕子            | 12月25日      |
| 第40話 | ロンドン、ラストステージ!    | 山田靖智       | 加藤茂            | 加藤茂     | 小野田貴之          | 2007年 1月8日 |
| 第41話 | 涙の河を越えて               | 植竹須美男     | 松尾慎            | 松尾慎     | 池下博紀            | 1月15日       |
| 第42話 | 妖たちの反逆                 | 山田靖智       | 登坂晋            | 登坂晋     | 平田卓也            | 1月22日       |
| 第43話 | オレとねいどと不思議な世界   | 兵頭一歩       | 岡嶋国敏          | 岡嶋国敏   | 緒方隆秀            | 1月29日       |
| 第44話 | とびだせ! ねいど中学校       | 樋口達人       | 高橋成世          | 安藤正臣   | 氏家章雄            | 2月5日        |
| 第45話 | 究極ぷれい屋・三志郎!?       | 兵頭一歩       | 高橋成世 石井久志 | 中山敦史   | 八尋裕子            | 2月12日       |
| 第46話 | 個魔の唄                     | 植竹須美男     | 加藤茂            | 岡嶋国敏   | 小野田貴之          | 2月19日       |
| 第47話 | 妖逆門崩壊                   | 山田靖智       | 松尾慎            | 松尾慎     | 池下博紀            | 2月26日       |
| 第48話 | きみどりとねいど             | 樋口達人       | 登坂晋            | 登坂晋     | 江原康之 平田卓也   | 3月5日        |
| 第49話 | オレたちの光                 | 樋口達人       | 岡嶋国敏 石井久志 | 岡嶋国敏   | 緒方隆秀            | 3月12日       |
| 第50話 | さいごのげぇむ               | 樋口達人       | 石井久志          | 安藤正臣   | 氏家章雄            | 3月19日       |
| 第51話 | オレとみんなのばけぎゃもん   | 山田靖智       | 高橋成世          | 石井久志   | 阿部智之            | 3月26日       |

### 放送局
| 放送期間                     | 放送時間             | 放送局                                                 | 対象地域 | 備考           |
| ---------------------------- | -------------------- | ------------------------------------------------------ | -------- | -------------- |
| 2006年4月3日 - 2007年3月26日 | 月曜日 18:00 - 18:30 | テレビ東京（製作局）を含めた テレビ東京系列地上波全6局 | 日本国内 |                |
| 2006年4月4日 - 2007年3月27日 | 火曜 18:30 - 19:00   | BSジャパン                                             | 日本全域 | BSデジタル放送 |

### お遊び要素
- 『踊る ばけぎゃもん 〜ぷれい屋音頭』において、歌にあわせて背景で、ねいど、三志郎、ロンドン、ミックが踊っていたが、アニメ本編中にきみどりが登場した回のみ、きみどりが一緒に登場していた。
- 『シロイツキ。』では主要登場人物（多聞三志郎など）と共に、パートナーである「上位召喚の妖」が表示されるようになっていた。当初は、「三志郎&焔龍」、「ロンドン&寒月」以外は「シルエット」のみの表示となっていた。31話でミックと「刃羽（じんば）」が、32話で清と「オヤウカムイ」が、33話で修と「縛日羅（ばざら）」が、39話で亜紀と「刃金」が登場した。よって、39話の段階でシルエット表示はすべてなくなった。2007年1月22日以降の放送分では、「きみどり」のパートでは本編中でも登場時などに使われていたSEが入り、「ぷれい屋&妖」の部分で妖の鳴き声や召喚時などの各SEが挿入されていたり、「灼銅の鬼仮面」の妖が放つ「炎の攻撃」などにも効果音が大量に挿入されてきた。しかし、最終話（第51話）ではそのすべてのSEが外されており、「激しい戦いの終わり」が表現されている。
- 49話〜最終話までは各話のエンディングが異なり、49話では『ソラミミ妖逆門』、50話では『ふろむ 妖逆門』（今までのダイジェスト版のような特別Ver.）、そして最終話では『Always there for you』（エンディングの一部が、ぷれい屋であった者たちの「近況」に差し替えられている「最終話特別Ver.」）となっていた。
- 放送局によっては、週ごとの放映終了時に三志郎が｢来週も見てくれよな。この後はガレッジセールのお二人、よろしく!｣と言った後に画面が切り替わり、次番組「ガレッジ ワザーランド（2006年4月3日 - 6月26日）」｢エンジョイガレッジ（2006年7月3日 - ）｣の司会・ゴリが｢よーし、任せろ!｣と応答する演出がある。この時の動画は第1話のもの。

## ゲーム
- 妖逆門 アヤカシ・ファイティング（ニンテンドーDS）（2007年3月1日発売）